# Robert Adam
Robert Adam FRSE FRS FSA (Escòcia) FSA FRSA (3 de juliol de 1728 - 3 de març de 1792) va ser un arquitecte escocès, dissenyador d'interiors i també de mobles. Era fill de William Adam (1689-1748), l'arquitecte més important de l'època d'Escòcia, i va aprendre l'ofici amb ell. Després de la mort del seu pare, amb el seu germà major John, Robert es va fer càrrec del negoci familiar que incloïa lucratius treballs pel Board of Ordinance (Junta d'Artilleria).
En 1754 se'n va anar a Roma, passant gairebé cinc anys en el continent estudiant arquitectura amb Charles-Louis Clérisseau i Giovanni Battista Piranesi. Al seu retorn a Gran Bretanya es va establir per a la pràctica professional a Londres, on va estar acompanyat pel seu germà menor James. Allí va desenvolupar el «estil Adam» i la seva teoria del «moviment» en l'arquitectura, basant-se en els seus estudis de l'antiguitat, convertint-se en un dels arquitectes de moda i més reeixits del país. Adam va ocupar el càrrec d'«Arquitecte d'Obres del Rei» (Architect of the King's Works) entre 1761 i 1769.
Adam va ser un dels líders de la primera fase de la recuperació clàssica a Anglaterra i Escòcia, des de prop de 1760 fins a la seva mort.:237 Va influir en el desenvolupament de l'arquitectura occidental, tant a Europa com a Amèrica del Nord, amb el seu disseny de cases així com d'interiors i accessoris. Sir William Chambers va ser el principal arquitecte britànic de l'època, però Adam va rebre més encàrrecs de clients privats i va tenir a més una major influència, creant l'estil Adam. El seu germà menor i soci comercial James Adam també va ser un arquitecte de renom, igual que el seu germà major John Adam, encara que tots dos van ser eclipsats per Robert.
Robert també es va exercir com a membre del parlament per Kinross-shire (1768-1774).

## Biografia

### Anys de formació

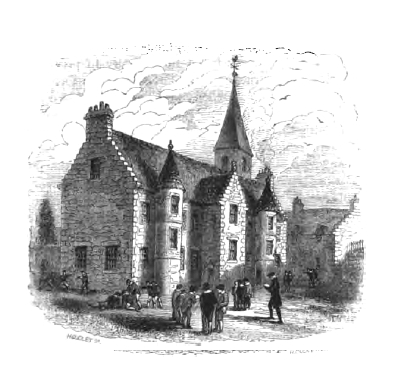
Royal High School (1578–1777) sobre el solar del monestir de Blackfriars, Edimburg.

Robert Adam va néixer el 3 de juliol de 1728 en Gladney House en Kirkcaldy, Fife, sent el segon fill de William Adam (1689–1748), un arquitecte i picapedrer que es va convertir en el dissenyador de cases més destacat d'Escòcia durant aquest temps. Aviat la família es va traslladar a Edimburg més tard aquest mateix any. Com a infant es va assenyalar que tenia una «constitució feble» Des de 1734, a l'edat de sis anys, va assistir a Edimburg a la Royal High School:2 on va aprendre llatí (des del seu segon any les lliçons s'impartien en llatí) fins que va complir els quinze anys: se li va ensenyar a llegir les obres de Virgili, Horaci, Sal·lusti i parts de Ciceró i en el seu últim any de Titus Livi.:76:4:4 En la tardor de 1743 es va matricular a la Universitat d'Edimburg, on les classes obligatòries per a tots els estudiants eren: llengua grega, lògica, metafísica i filosofia natural.:26:26 Els estudiants podien triar tres assignatures optatives, Adam va assistir a classes de matemàtiques, impartit per Colin Maclaurin, i anatomia, impartit per Alexander Monro primus.:27 Els seus estudis van ser interromputs per l'arribada de Bonnie Prince Charlie i els seus Highlanders, que van ocupar Edimburg durant l'aixecament jacobita de 1745. Al final d'aquest any, Robert va caure greument malalt durant uns mesos, i sembla poc probable que tornés a la universitat, havent completat solament dos anys d'estudi.:79–80
Després de recuperar-se de la malaltia en 1746, es va unir al seu germà major John com a aprenent del seu pare. Va ajudar a William Adam en projectes com ara la construcció del castell de Inveraray i en les contínues ampliacions de Hopetoun House. La posició de William com a Mestre Maçó en la Junta d'Artilleria també va començar a generar molt treball, quan els Highlands van ser fortificats després de la fallida rebel·lió jacobita. La primera intenció de Robert era ser artista en comptes d'arquitecte, i l'estil dels seus primers esbossos a la manera de Salvator Rosa es reflecteix en els seus dibuixos arquitectònics més antics que encara es conserven, i que mostren pintoresques follies gòtiques.:81 William Adam va morir al juny de 1748, i va deixar Dowhill, una part de la finca Blair Adam que incloïa una casa torre, a Robert.

### Pràctica arquitectònica a Edimburg

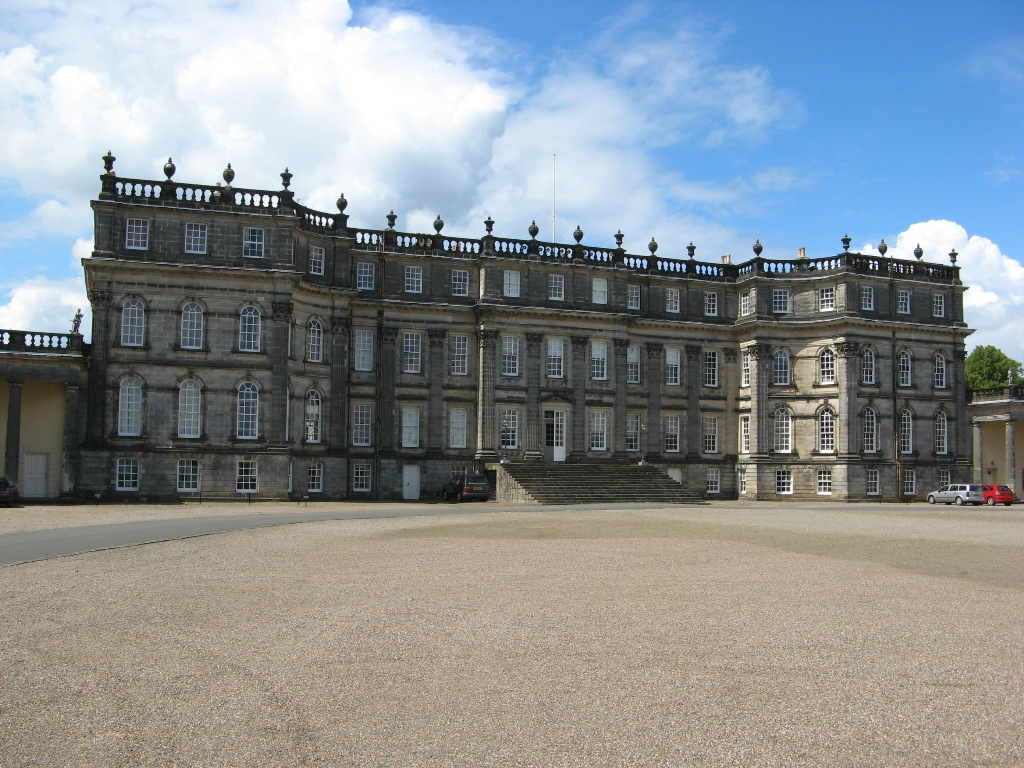
Entrada frontal de la Hopetoun House, dissenyada per William Adam i modificada pels seus fills, els germans Adam

A la mort de William Adam, John Adam va heretar tant l'empresa familiar com la posició de Mestre Maçó de la Junta d'Artilleria. Immediatament es va associar amb Robert, i més tard se'ls va unir James Adam. El primer encàrrec important dels germans Adam va ser la decoració dels grans apartaments d'estat en el primer pis en Hopetoun House, prop de Queensferry, a l'oest d'Edimburg, seguit de la seva primera obra nova a Dumfries House. Per a la Junta d'Artilleria, l'empresa familiar dels germans Adam va ser la contractista principal a Fort George, una gran fortalesa moderna prop de Inverness dissenyada pel coronel Skinner, enginyer militar. Les visites a aquest projecte, que es van iniciar en 1750, ocuparien als germans cada estiu durant els següents deu anys, i, juntament amb obres de molts altres casernes i fortaleses, van donar a Robert una sòlida base pràctica en la construcció.:85–86

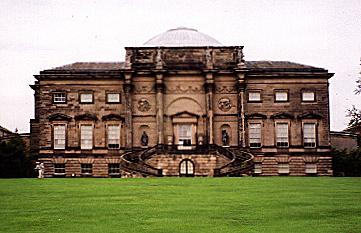
Kedleston Hall. La façana va ser feta per Robert Adam, basant-se en l'Arc de Constantí a Roma.

A l'hivern de 1749-1750, Adam va viatjar a Londres amb el seu amic, el poeta John Home. Va aprofitar l'oportunitat per estudiar arquitectura, visitant Wilton, dissenyada per Inigo Jones, i el Queens Hermitage a Richmond, de Roger Morris. El seu quadern d'esbossos del viatge també mostra un continu interès en l'arquitectura gòtica.:85
Entre els seus amics a Edimburg estaven els filòsofs Adam Ferguson i David Hume i l'artista Paul Sandby a qui va conèixer als Highlands. Altres coneguts d'Edimburg van ser el citat John Home, Gilbert Elliot, William Wilkie i Alexander Wedderburn.:81

### Grand Tour

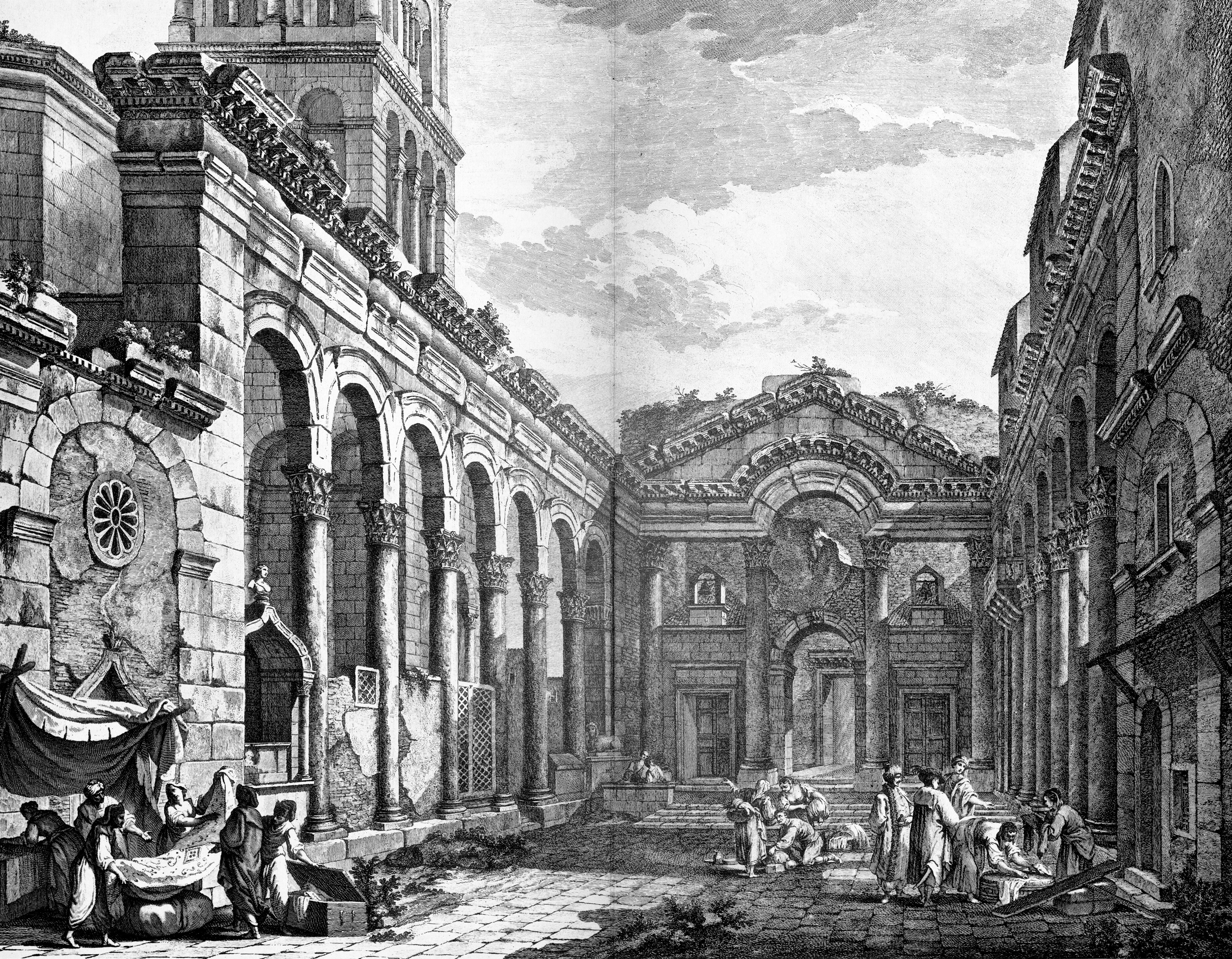
Peristil del palau de Dioclecià a Spalato, Croàcia (R. Adam, 1764)

El 3 d'octubre de 1754, Robert, en companyia del seu germà James (qui va arribar a Brussel·les), va partir d'Edimburg per al seu Grand Tour, detenint-se uns dies a Londres, on van visitar la Mansion House, St Stephen Walbrook, la catedral de Sant Pau, Windsor i Berkshire, en companyia de Thomas Sandby qui els va mostrar el seu paisatgisme al Windsor Great Park i Virginia Water Lake.:47:48 Es van embarcar en el port de Dover i van arribar a Calais:50 el 28 d'octubre de 1754.:52 Es va unir a Charles Hope-Weir, germà del comte de Hope a Brussel·les i junts van viatjar a Roma.:54:49 Hope va acordar prendre a Adam en la gira per suggeriment del seu oncle, el marquès de Annandale, que s'havia compromès a si mateix en el Grand Tour. Mentre estaven a Brussel·les la parella va assistir a una obra de teatre i a una mascarada, i van visitar esglésies i palaus a la ciutat.:53 Van viatjar a Tournai, després a Lilla, on van visitar la Citadal dissenyada per Sébastien Le Prestre de Vauban.:53-54 El 12 de novembre de 1754 Adam i Hope estaven a París, on es van allotjar a l'Hotel de Notre Dame.:55
Adam i Hope van viatjar a Itàlia junts, abans de separar-se a Roma després de desacords sobre les despeses de viatge i allotjament. Robert es va quedar a Roma fins a 1757, estudiant l'arquitectura clàssica i perfeccionant les seves habilitats de dibuix. Els seus tutors van ser l'arquitecte i artista francès Charles-Louis Clérisseau, i l'artista italià Giovanni Battista Piranesi. A Roma es va familiaritzar amb el treball de l'arqueòleg clàssic pioner i historiador de l'art i teòric, Johann Joachim Winckelmann. En el seu viatge de retorn, Adam i Clérisseau van passar temps estudiant intensament les ruïnes del Palau de Dioclecià a Spalato, a Dalmacia (ara coneguda com a Split, en l'actual Croàcia). Aquests estudis es van publicar més tard, en 1764, com Ruins of the Palace of the Emperor Diocletian at Spalatro in Dalmatia [Ruïnes del palau de l'emperador Diocleciano a Spalato en Dalmacia].

### Pràctica arquitectònica a Londres
Va tornar a Gran Bretanya en 1758 i es va establir professionalment a Londres amb el seu germà James Adam. Es van centrar en el disseny de projectes complets per a la decoració i moblament de cases. El pal·ladianisme era popular i Robert va dissenyar diverses cases de camp a partir d'aquest gust, però desenvolupant un nou estil, més flexible que incorporava elements de l'arquitectura clàssica romana al costat d'influències gregues, romanes d'Orient i barroques.:397:402 L'èxit dels germans Adam també pot ser atribuït al seu desig de dissenyar tot, fins al més mínim detall, la qual cosa garantia un sentit d'unitat en el seu disseny.

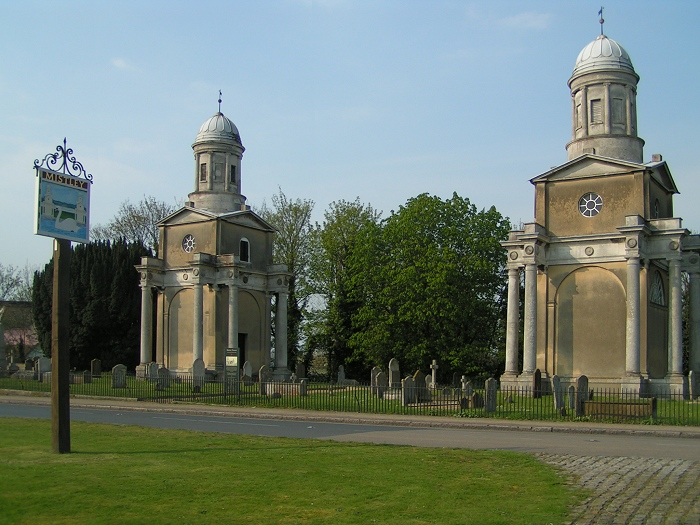
Mistley Towers, Essex

### Vida pública

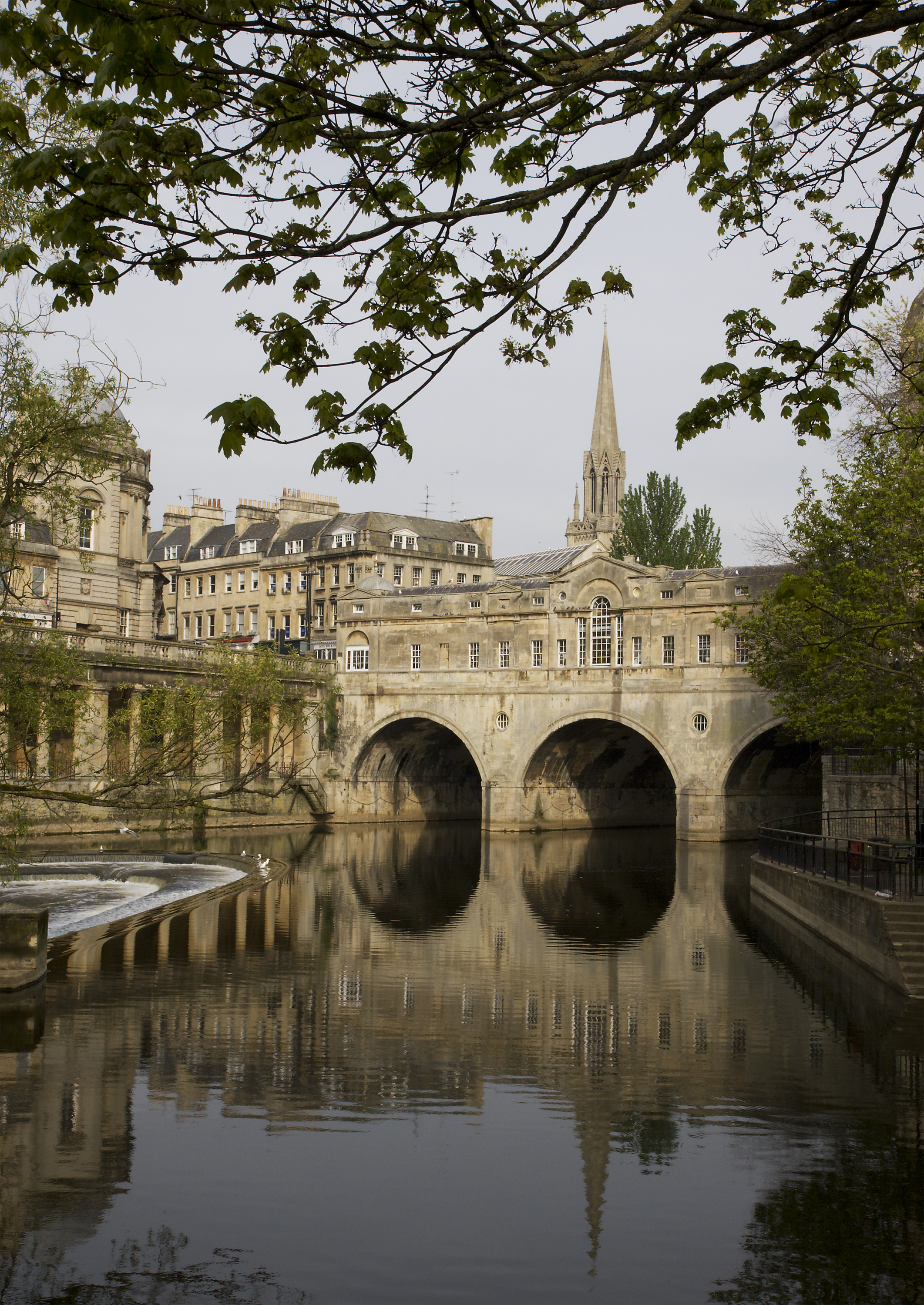
Una de les obres mestres d'Adam: el pont de Pulteney, Bath.

Adam va ser triat membre de la Royal Society of Arts en 1758 i de la Societat d'Antiquaris (Society of Antiquaries of London) en 1761, el mateix any va ser designat arquitecte de les Obres del rei King's Works (al costat de Sir William Chambers). En 1768 el seu germà menor James ho va reemplaçar després de la seva renúncia, dedicant més temps al seu càrrec com a membre del Parlament de Kinross.
Robert Adam va morir a les edat de 64 anys a la seva casa, situada en l'11 de Albermarle Street, Londres, a causa d'un problema amb un vas sanguini de l'estómac. Va ser sepultat en l'Abadia de Westminster. Va deixar prop de 9.000 dibuixos, la majoria dels quals van ser comprats per l'arquitecte John Soane i estan actualment al Museu Soane de Londres.

## Estil arquitectònic
Robert Adam va rebutjar l'estil pal·ladià, tal com va ser introduït a Anglaterra per Inigo Jones, i defensat per Lord Burlington, com a "pesat" i "que disgustava".:106 No obstant això, va continuar la seva tradició de dibuix inspirant-se directament en l'antiguitat clàssica, durant les seves cuatros anys d'estada en el continent.:106 A través de l'adopció de motius clàssics, Adam va desenvolupar un nou estil de la decoració arquitectònica.
El principi dels germans Adam de "moviment" va ser en gran manera concepció de Robert, encara que la teoria va ser escrita per James. El «moviment» es basava en els forts contrastos i la diversitat de formes, i dibuixat amb una estètica pintoresca. El primer volum dels germans Adam Works (1773), citava Kedleston Hall, dissenyat per Robert en 1761, com un excepcional exemple de moviment en l'arquitectura.
En jugar amb el contrast de grandària de les habitacions i amb els esquemes decoratius, Adam va aplicar el concepte de moviment també als seus interiors. El seu estil de decoració, descrit per Nikolaus Pevsner com a "rococó clàssic" ("Classical Rococo"), dibuixat sobre decoració d'estuc romana grotesca.:238:106

## Influència

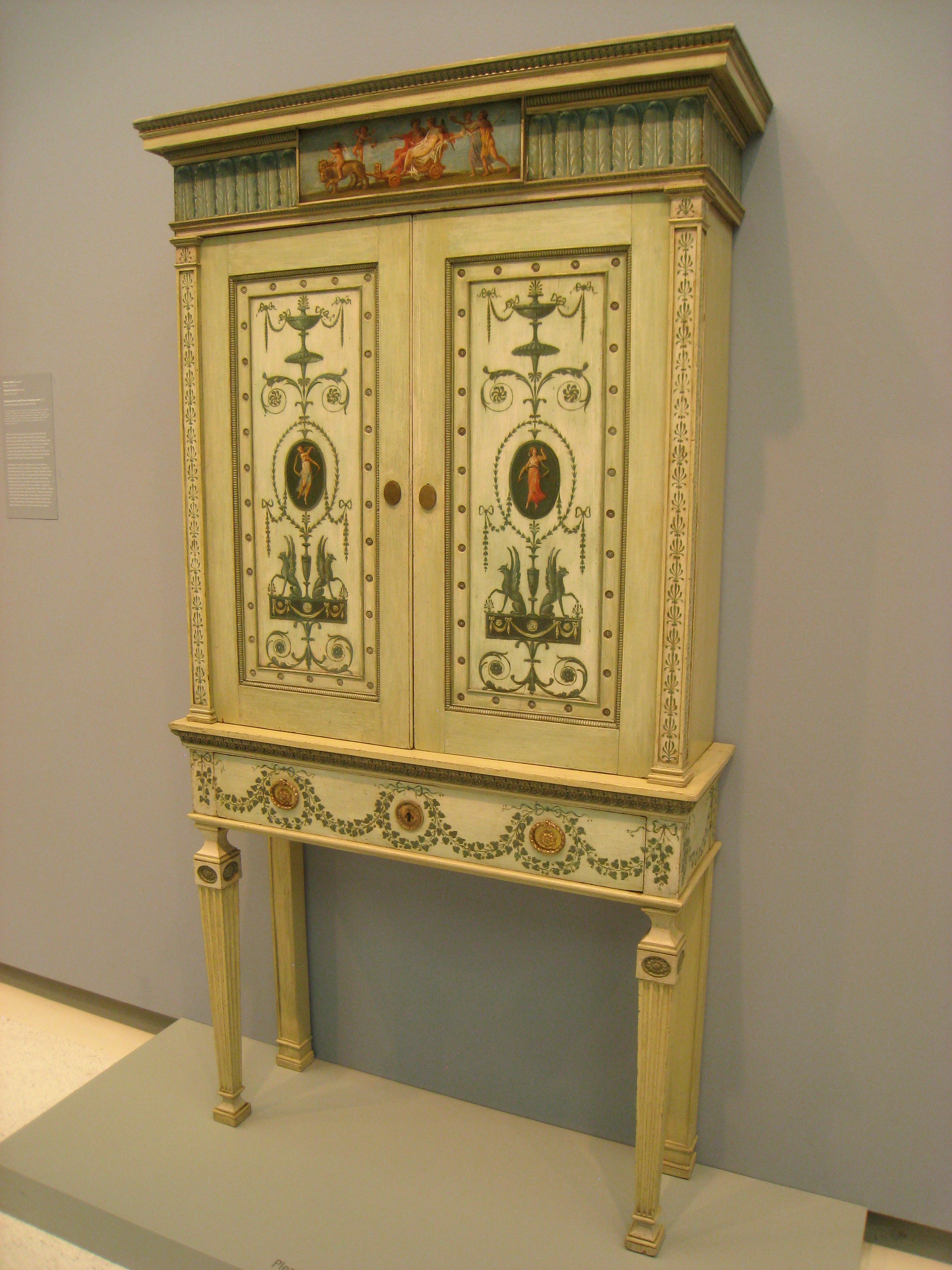
Aparador dissenyat per Adam en 1776

L'obra de Robert Adam va exercir influència en la direcció que va prendre l'arquitectura al món occidental. A Amèrica del Nord, l'estil federal deu molt al neoclassicisme practicat per Adam. A Europa, Adam va influir notablement en Charles Cameron, l'escocès que va dissenyar Tsarskoye Selo i altres palaus russos de Catalina la Gran.:108 No obstant això, al moment de la seva mort, el neoclassicisme d'Adam estava sent reemplaçat a Gran Bretanya per una fase més severa, la del renaixement del grec clàssic, com va ser practicat per James "atenenc" Stuart. Els germans Adam van emprar a diversos dibuixants que després s'establirien com a arquitectes, entre ells George Richardson, i l'italià Joseph Bonomi, a qui va contractar Robert originalment a Roma.

### Obres escrites
Durant la seva vida, Robert i James Adam van publicar dos volums dels seus dissenys, Works in Architecture of Robert and James Adam [Obres d'Arquitectura de Robert i James Adam] (en 1773-1778 i 1779, un tercer volum es va publicar pòstumament, en 1822).

## Mort i enterrament
Adam havia sofert durant molt temps problemes estomacals i intestinals, probablement causats per una úlcera péptica i la síndrome de l'intestí irritable. L'1 de març de 1792, mentre estava a Londres a la seva casa del nº 11 del carrer Albermarle, va sofrir un atac ulceroso i el 3 de març va morir. Sabent que s'estava morint, va redactar el seu testament el 2 de març: no havent-se casat mai, Adam va deixar el seu patrimoni a les seves germanes Elizabeth i Margaret Adam.
El funeral es va celebrar el 10 de març; va ser enterrat en la nau sud de l'abadia de Westminster. Els portadors del fèretre van ser varis dels seus clients: Henry Scott, tercer duc de Buccleuch; George Coventry, 6è comte de Coventry; James Maitland, 8è comte de Lauderdale; David Murray, 2n comte de Mansfield; Lord Frederick Campbell i Sir William Pulteney, 5è Baronet.
El seu obituari va aparèixer en l'edició de març de 1792 de The Gentleman's Magazine::330
Va deixar gairebé 9.000 dibuixos, 8.856 dels quals (tant de Robert i de James Adam) van ser adquirits posteriorment en 1833 per 200 lliures per l'arquitecte John Soane i estan ara en el Soane Museum a Londres.

## Obres i projectes

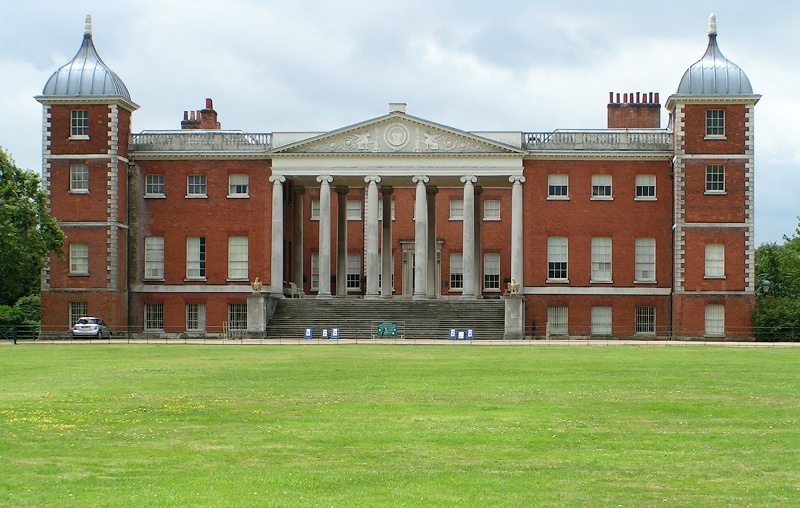
Osterley Park, Londres.

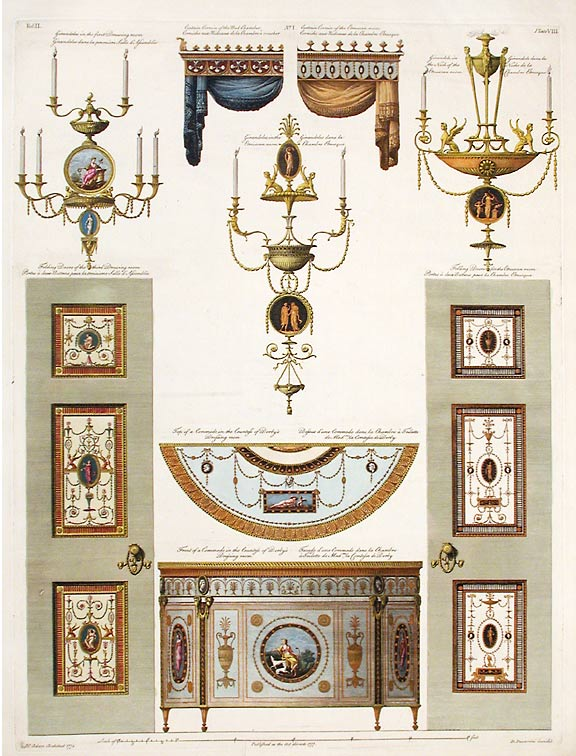
Detalls de Derby House a Grosvenor Square, un exemple dels dissenys realitzats pels germans Adam.

La següent llista d'obres arquitectòniques es basa en l'obra de David King, The Complete Works of Robert & James Adam, 1991 Butterworth.

### Edificis públics
- Fort George, Escòcia, els edificis dins del fort foren dissenyats per William Adam, després de la seva mort els seus fills van supervisar l'acabament (1748–69)
- The Argyll Arms, Inveraray (1750-56)
- The Town House, Inveraray (1750-57)
- Royal Exchange (Edimburg), amb el seu germà John Adam (1753–54)
- Screen in front of the Old Admiralty, Whitehall, Londres (1760)
- Kedleston Hotel, Quarndon (1760)
- Little Market Hall, High Wycombe, Buckinghamshire (1761) més tard alterat
- Riding School, Edinburgh (1763) demolida
- Courts of Justice and Corn Market, Hertford, Hertfordshire, ara Shire Hall (1768)
- Puente Pulteney, Bath (1770)
- County House, Kinross (1771)
- Royal Society for the encouragement of Arts, Manufactures & Commerce (1772)
- Register House, Edimburg (1774–1789)
- The Market Cross, Bury St Edmunds, façana i addició d'un pis alt (un teatre ara galeria d'art) (1775)
- Theatre Royal, Drury Lane, Londres, remodelat, (1775) demolit
- Xarxa Lion Inn, Pontefract (1776)
- Drummonds Bank, Charing Cross, Londres (1777–78) demolit
- Old College, University of Edinburgh, (1788-en endavant) completada amb esmenes al disseny de William Henry Playfair 1831
- The Bridewell, Edinburgh, (1791) demolida
- The Assembly Rooms, Glasgow (1791–94) demolides
- Trades Hall, Glasgow, Scotland (1791–1792) (completeda 1792–1802 pels seus germans)
- The Royal Infirmary, Glasgow (1791–94) reconstruïda en 1914

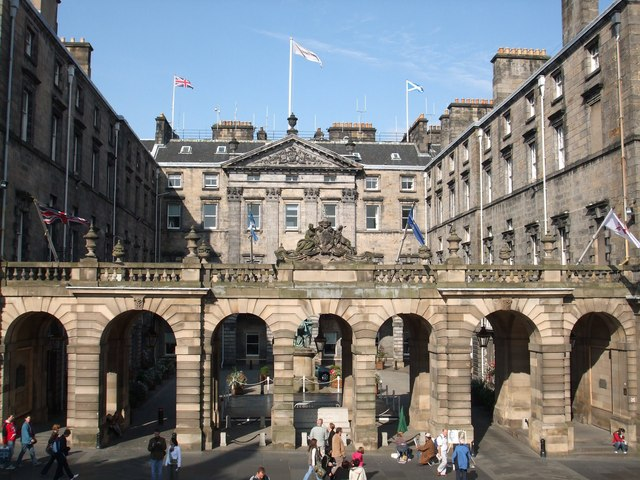
The City Chambers, Edimburg
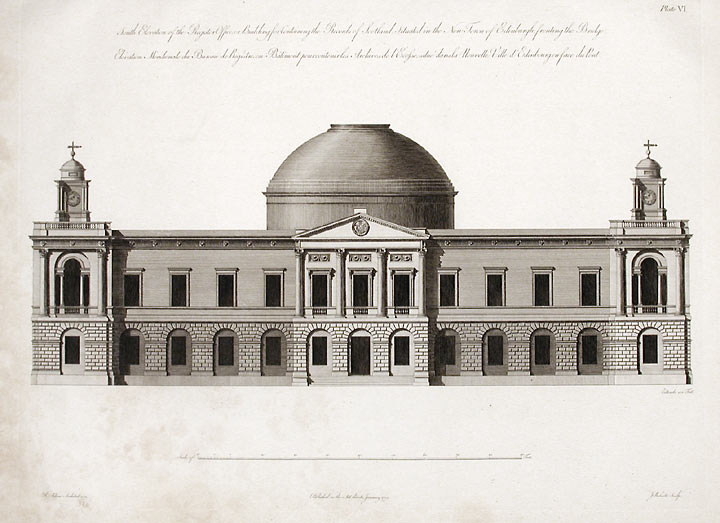
Register House, Edimburg
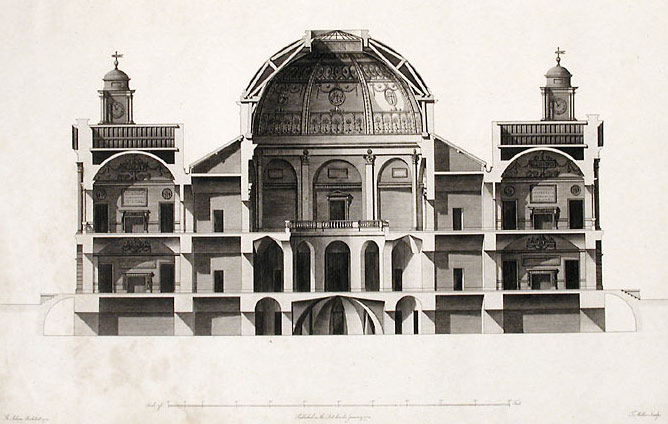
Register House, secció transversal, Edimburg
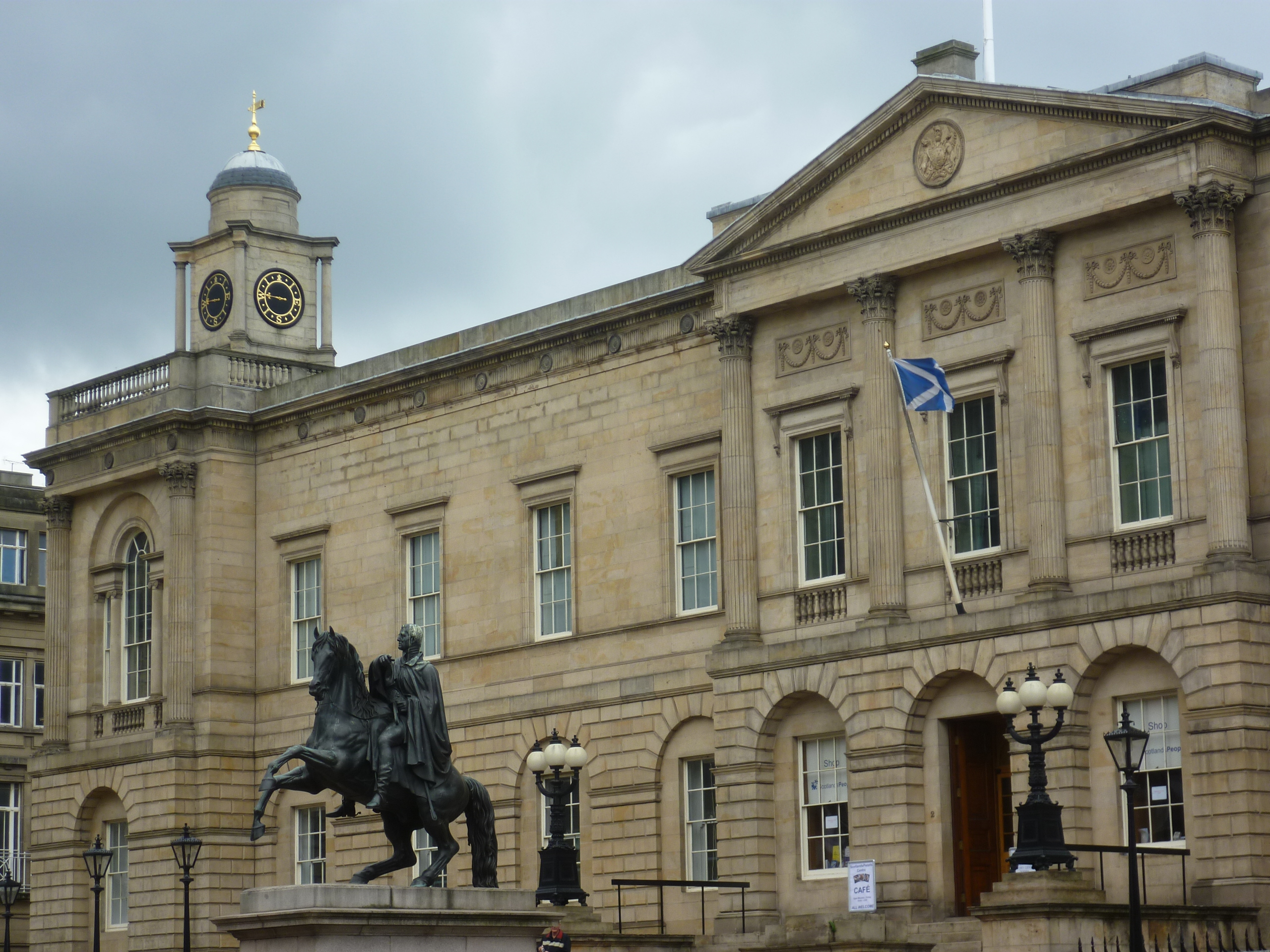
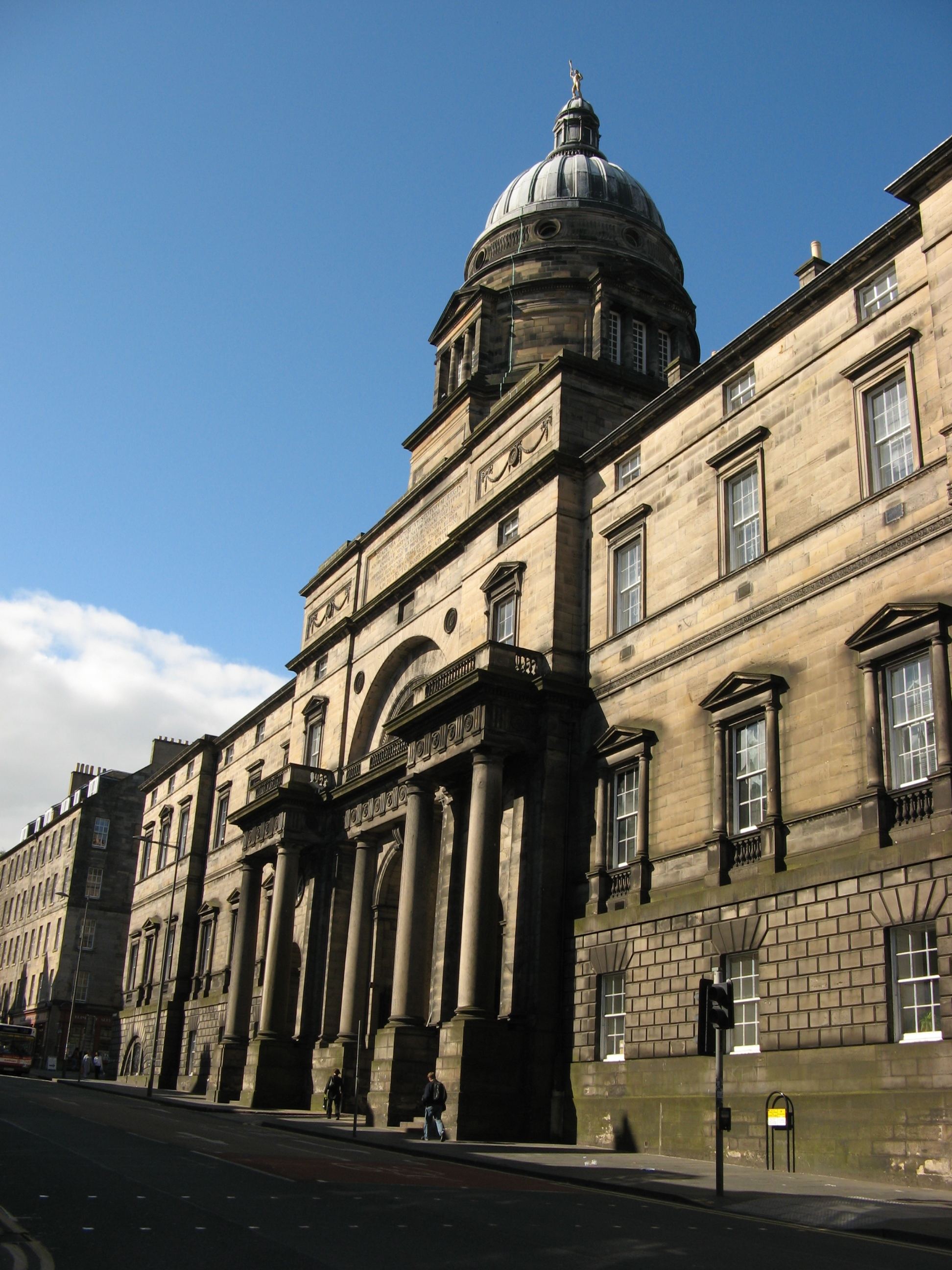
Old College Edimburg, Domi afegida més tard
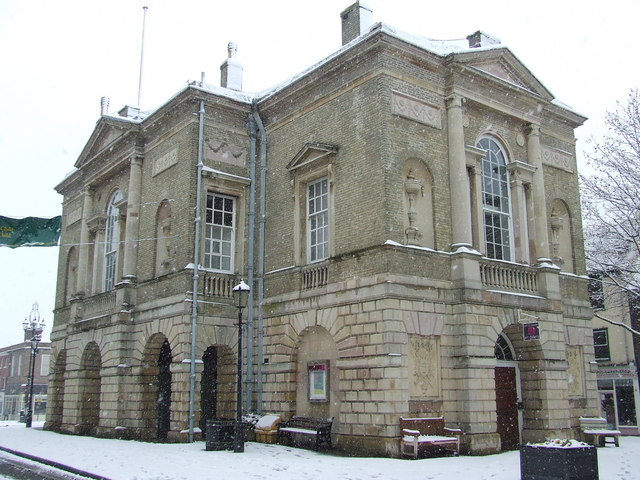
The Market Cross, Bury St Edmunds
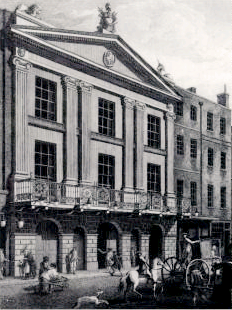
Theatre Royal Drury Lane, London, reconstruïda
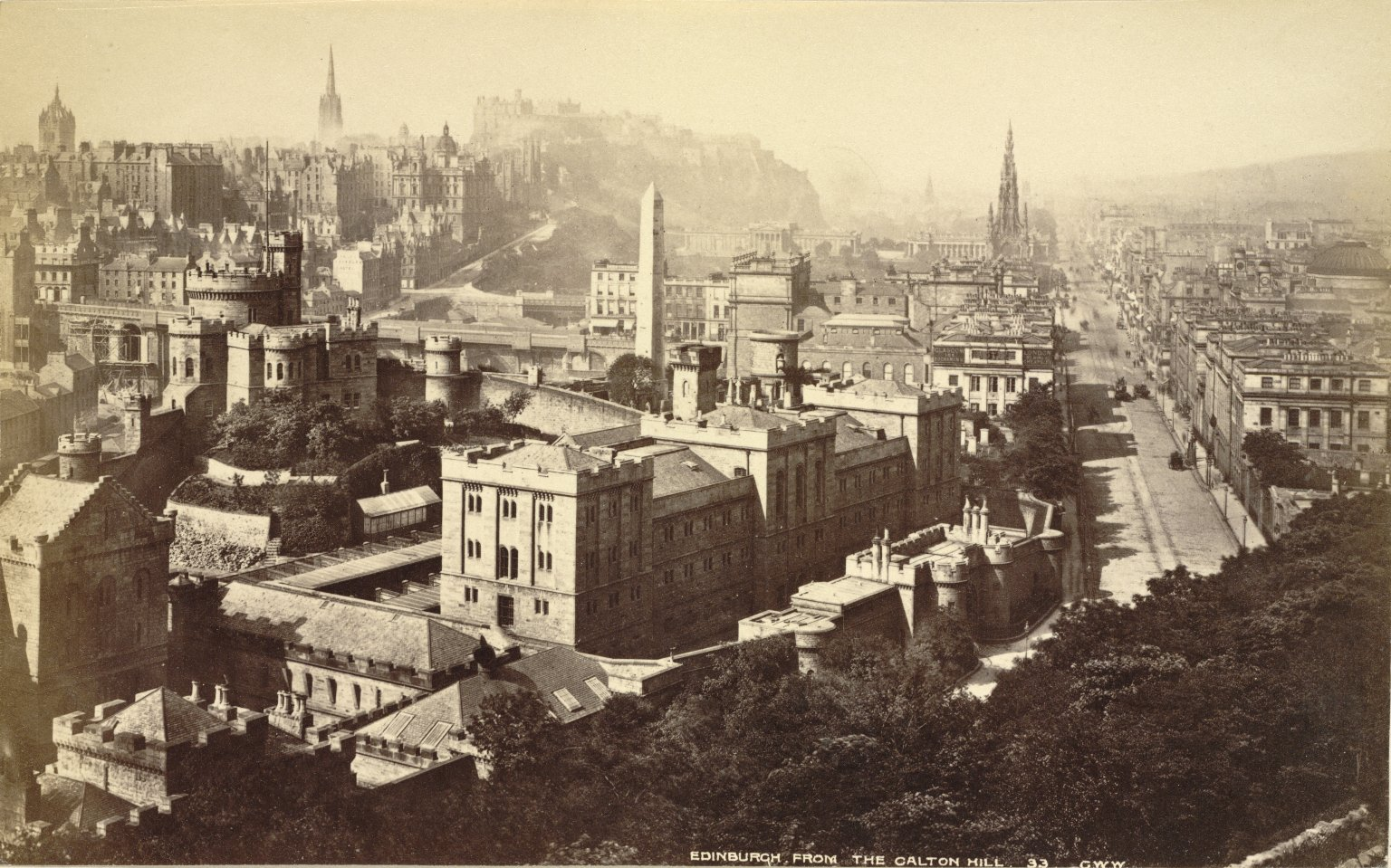
Edimburg Bridewell in foreground, demolida
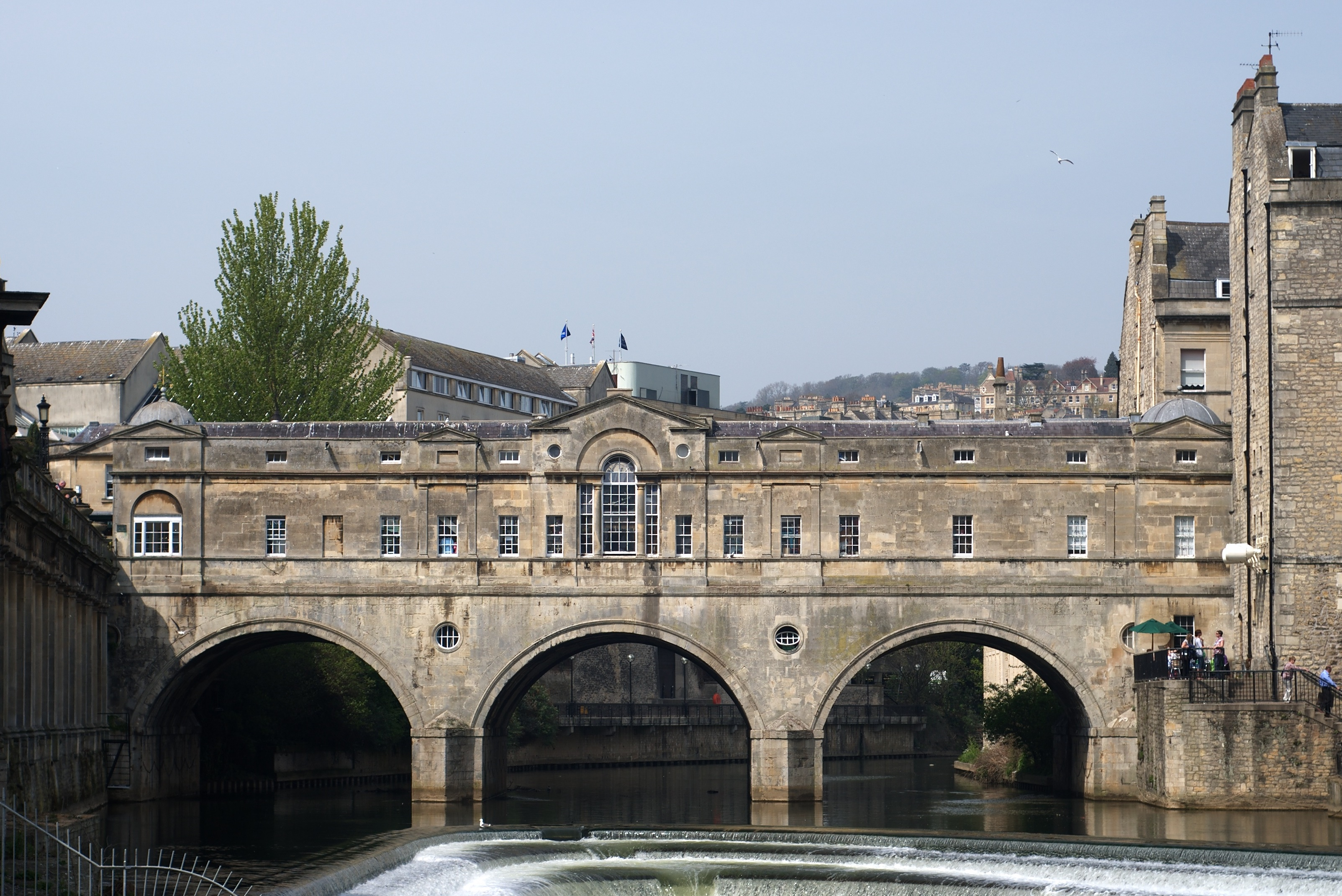
Puente Pulteney, Bath
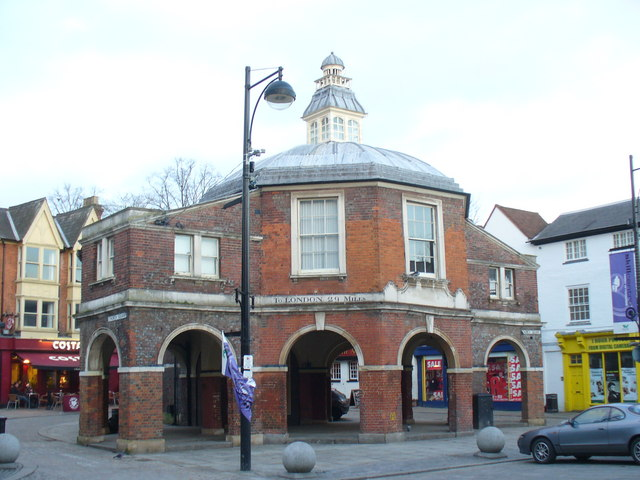
Little Market Hall, High Wycombe
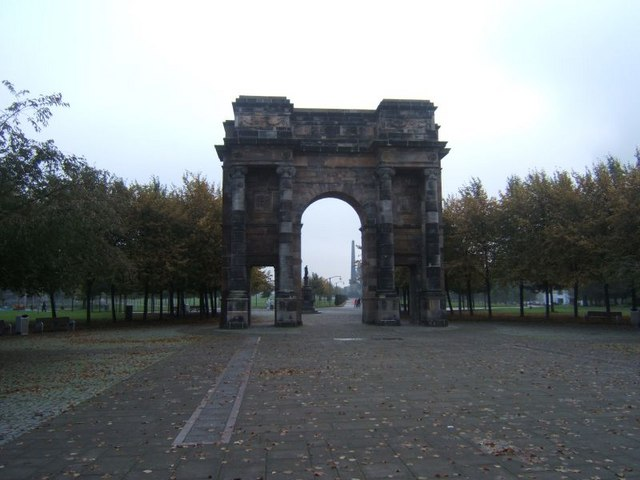
McLennan Arch, Glasgow, built from the remains of Glasgow Assembly Rooms
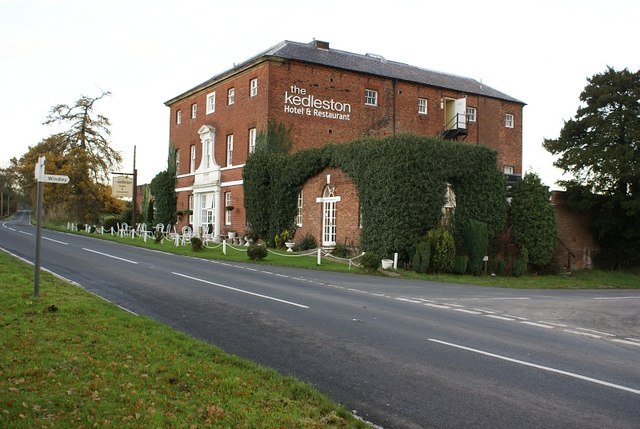
Kedleston Hotel, Quarndon

### Esglésies
- Yester Chapel, Lothian, nova façana occidental en estil gòtic (1753)
- Església de Cumnock, Ayrshire (1753–54) demolida
- St. Mary Magdalene, Croome Park, interior (1761–63) l'església va ser dissenyada per Lancelot "Capability" Brown
- St. Andrew's Church, Gunton Hall, Gunton, Norfolk (1769)
- St Mary's, Mistley (1776) solament sobreviuen les torres
- Capella de St. George, Edimburg, (1792) demolida

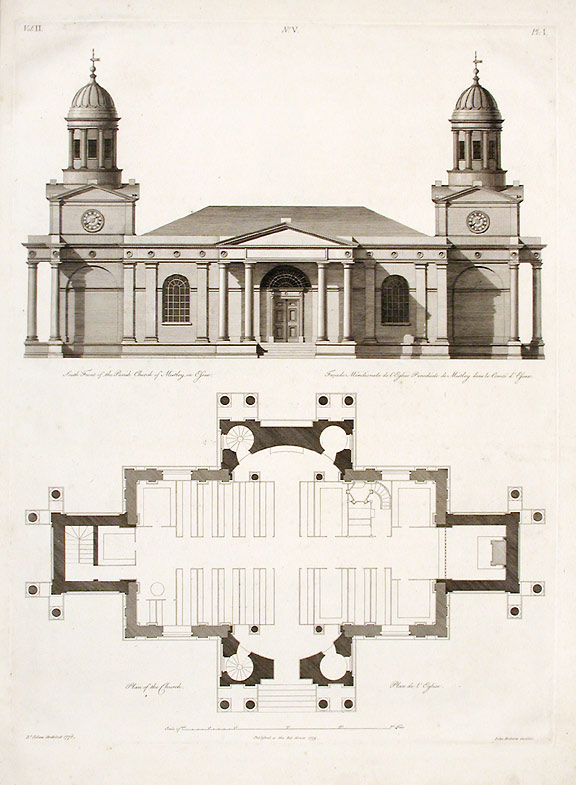
Mistley Church com va ser construïda
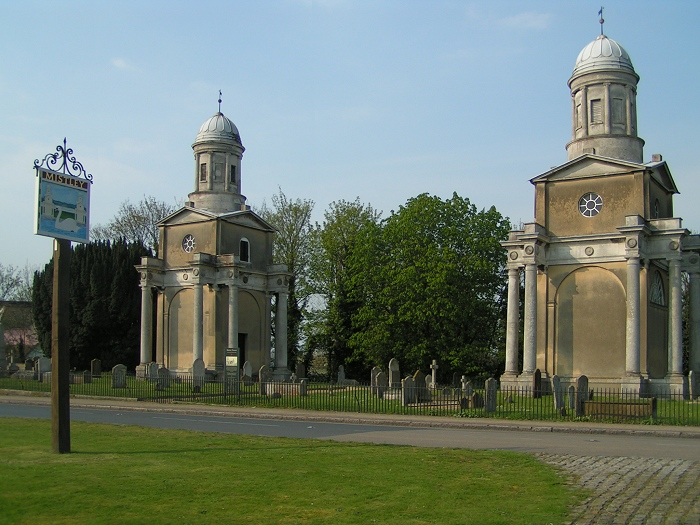
Mistley Church com sobreviu
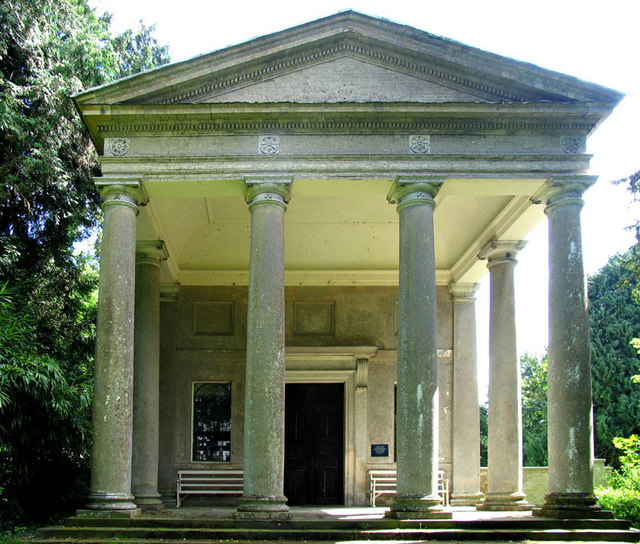
St. Andrew's Church Gunton
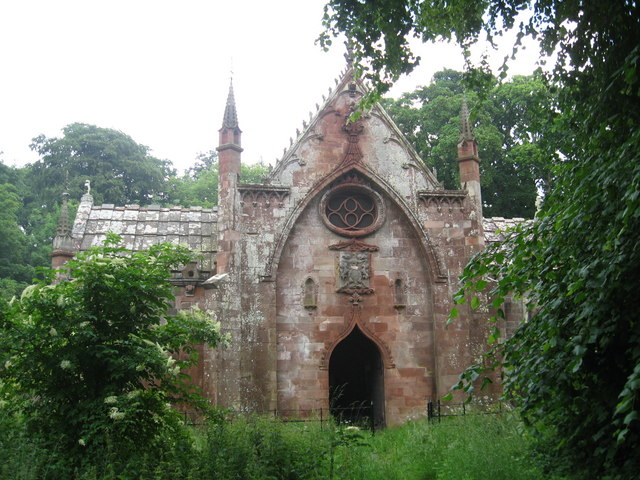
Yester Chapel, façana oest

### Mausoleus
- William Adam Mausoleum, Greyfriars Kirkyard (1753–55)
- Bowood House Mausoleum (1761–64)
- David Hume Mausoleum, Old Calton Cemetery (1777–78)
- Templetown Mausoleum, Castle Upton, County Antrim Ireland (1789) for 2nd.Lord Templetown.
- Johnstone Family Mausoleum, Ochil Road graveyard, Alva, Clackmannanshire (1789–90)
- Johnstone Family Mausoleum, Westerkirk graveyard, prop de Bentpath, Dumfries and Galloway 1790

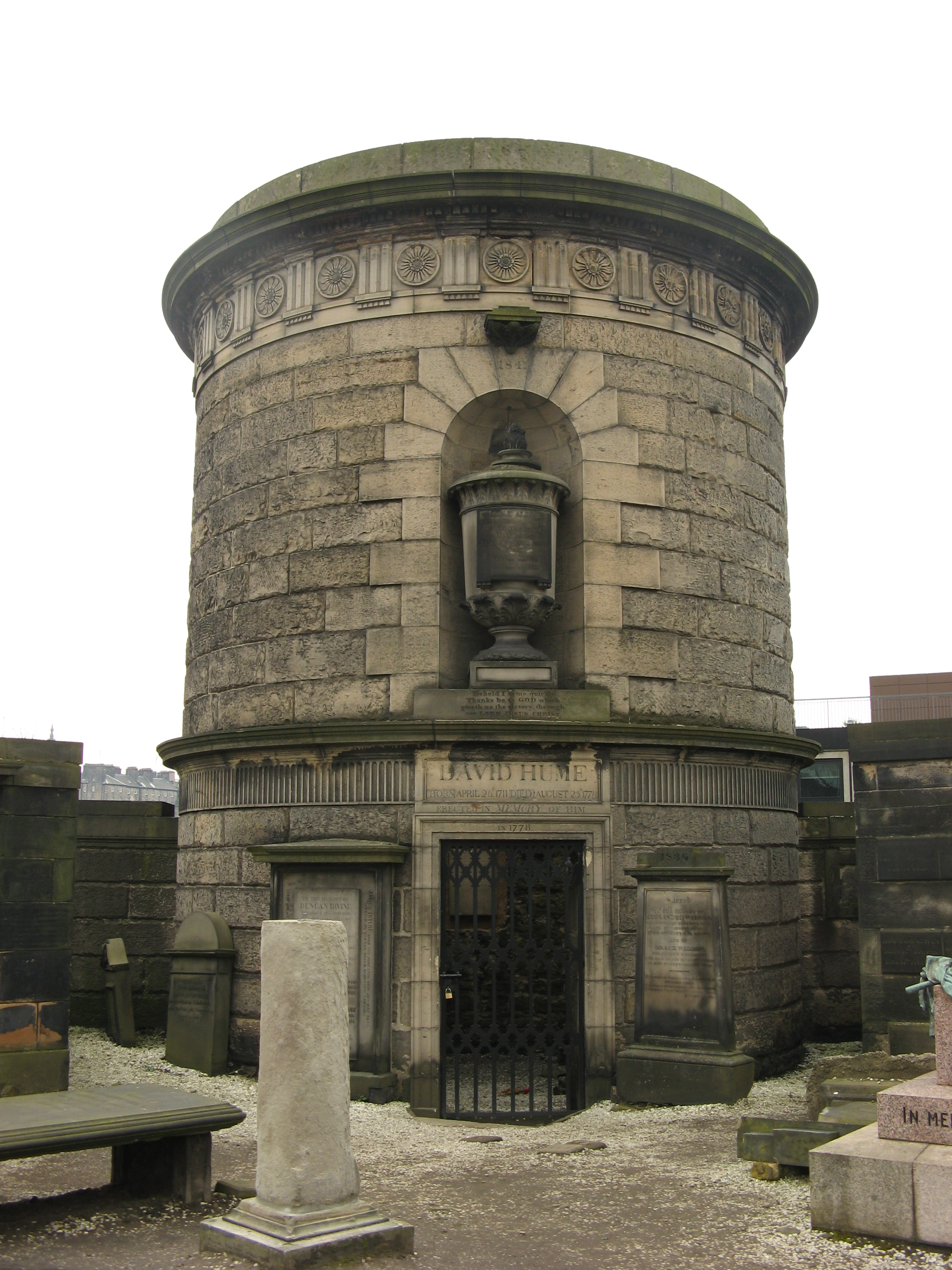
David Hume Mausoleum
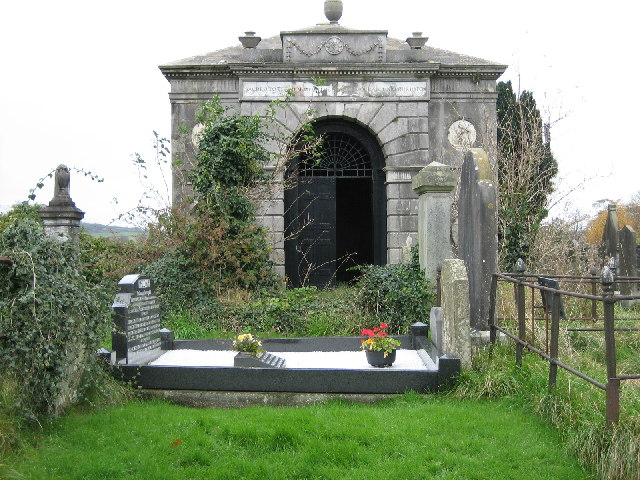
Templetown Mausoleum
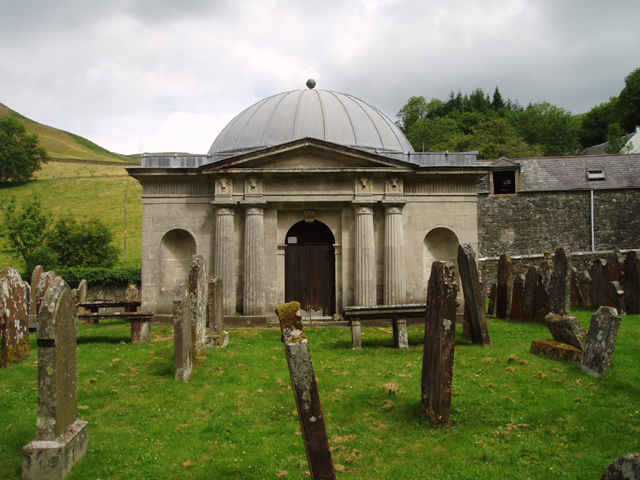
Johnstone Family Mausoleum, Bentpath

### Obres domèstiques urbanes
- Little Wallingford House, Whitehall, Londres, alteracions (1761) demolida
- Lansdowne House, Berkeley Square, Londres (1762–67), demolida parcialment, the Dining Room està en el Metropolitan Museum of Art i la Drawing Room està en Philadelphia Museum of Art
- 34 Pall Mall, London (1765–66) demolida
- Langford House, Mary Street, Dublín, Irlanda.(1765) Remodelació de la casa per Rt. Hon. Hercules Langford Rowley. Demolida en 1931.
- 16 Hanover Square, London, alteracions (1766–67) demolida
- Deputy Ranger's lodge, Green Park, Londres (1768–71) demolida al segle XIX
- The Adelphi desenvolupament, Londres (1768–1775) majorment demolida en els anys 1930, un sostre i una xemeneia estan en el Victoria and Albert Museum
- Chandos House, Londres (1770-71)
- Mansfield Street, Londres (1770-72)
- Northumberland House, Londres, alteracions (1770) demolida, parts de la Glass Drawing Room es conserva en el Victoria and Albert Museum
- 20 St. James's Square (1771–74)
- 33 St. James's Square (1771–73)
- Ashburnham House, Dover Street, Londres, alteracions (1773)
- Derby House, 26 Grosvenor Square (1773–74) demolida
- Portland Place, Londres (1773–94) (solament unes poques cases sobreviuen)
- 11 St. James's Square (1774–76)
- Frederick's Place, Londres (1775–78)
- Roxburghe House, Hanover Square, London (1776–78) demolida
- Home House, Londres (1777-abans de 1784)
- 31 (now 17) Hill Street, Londres alteracions (1777–79)
- Apsley House, Londres (1778) alterada
- Cumberland House, Pall Mall, London, alteracions i interiors (1780-88) demolida
- Marlborough House, Brighton (1786)
- Fitzroy Square, Londres (1790-94) only the south and east sides were built
- Charlotte Square (costat norteside), Edimburg (1791–94)
- 169–185 High Street, Glasgow (1793) demolida

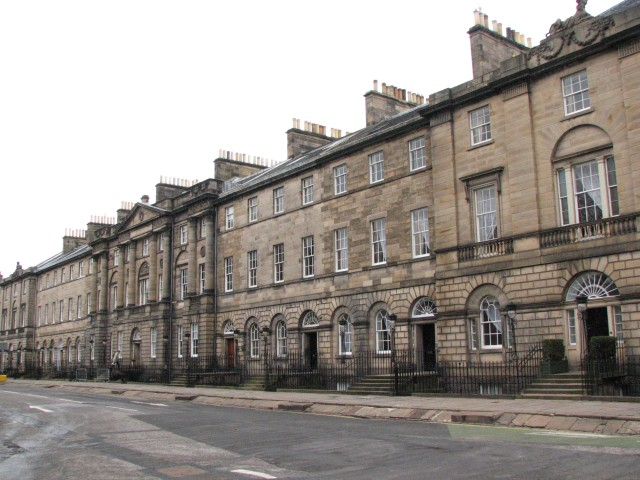
Costat Nord, Charlotte Square, Edimburg
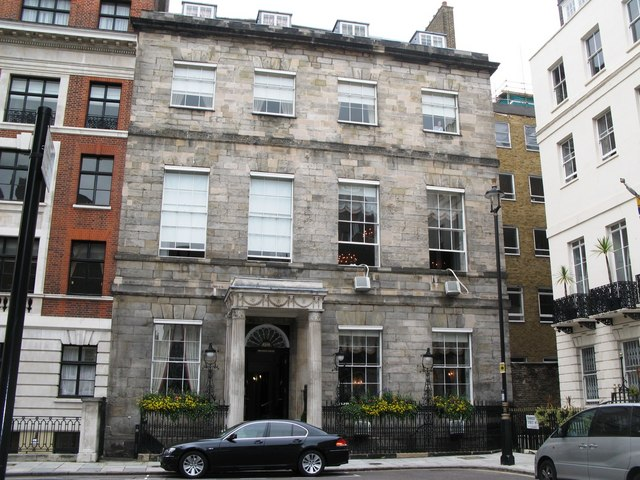
Chandos House Londres
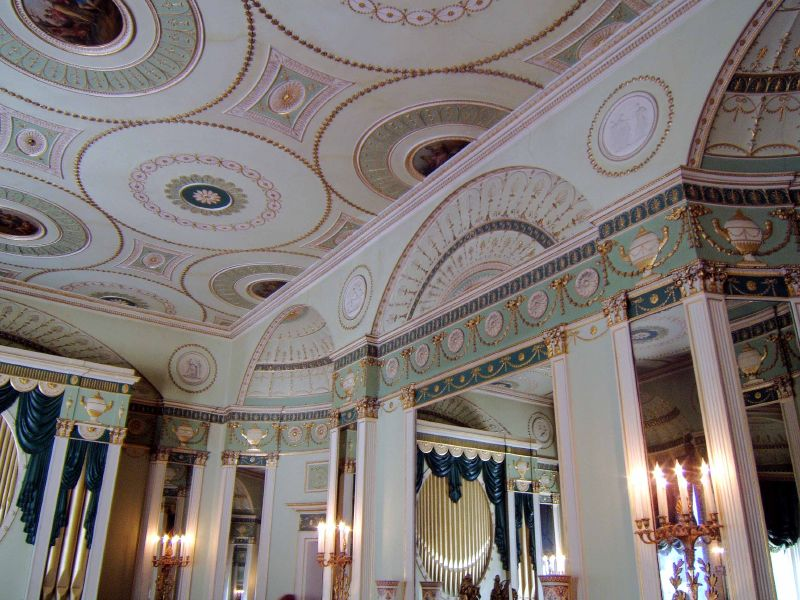
Music Room, Home House, Londres
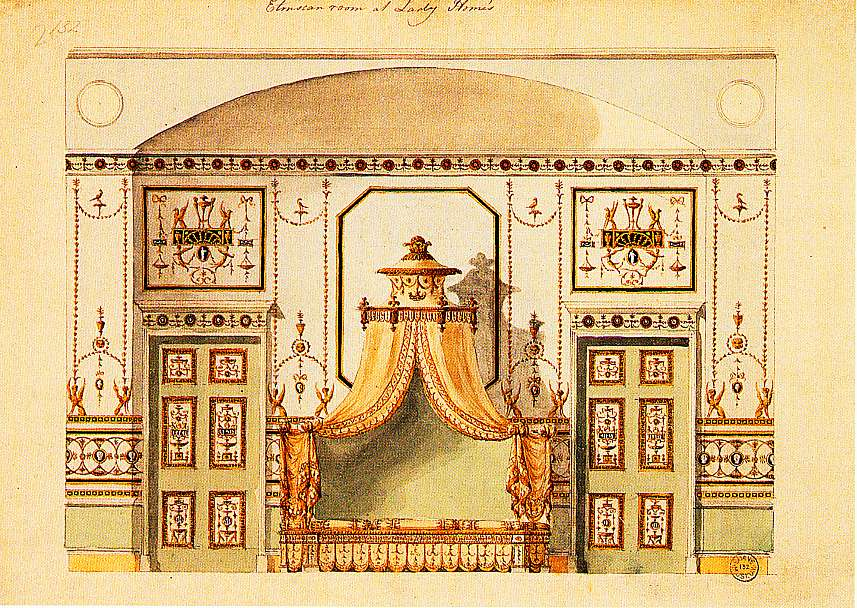
Disseny per la Etruscan Room, Home House, Londres
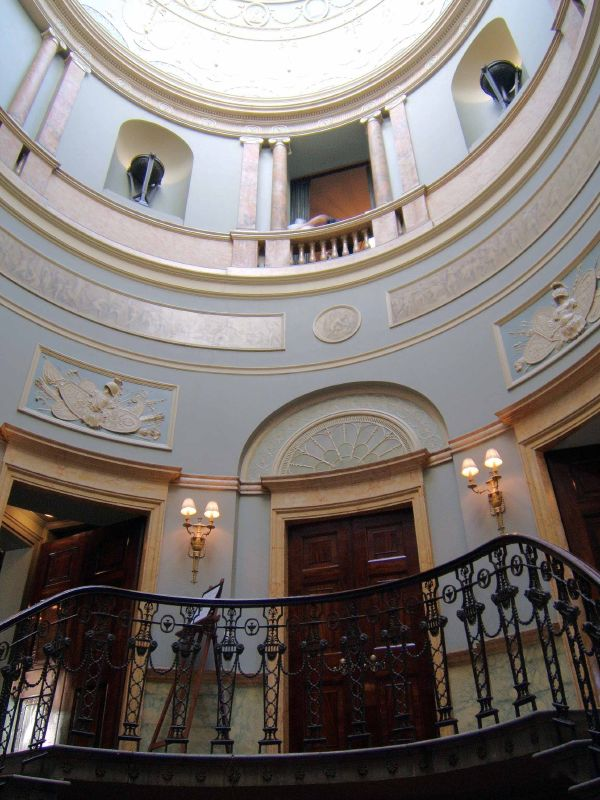
Escales, Home House, Londres
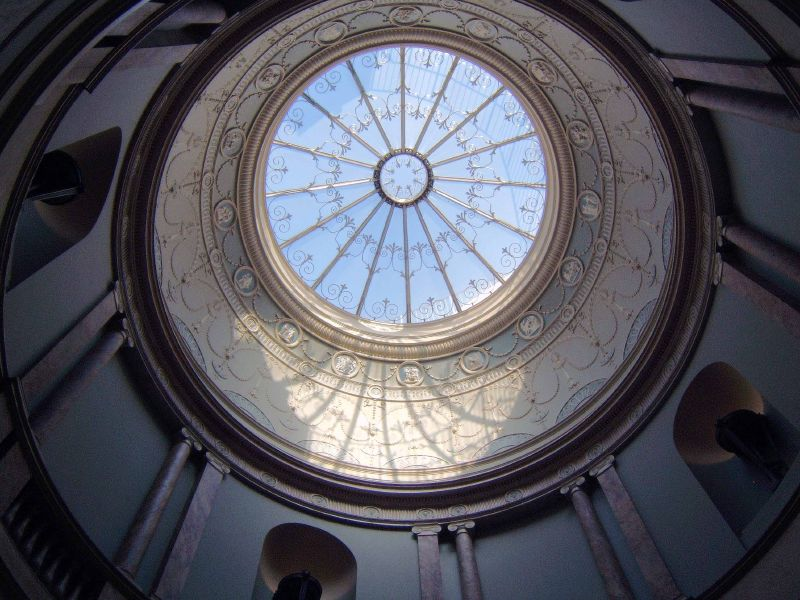
Cúpula de les Escales, Home House, Londres
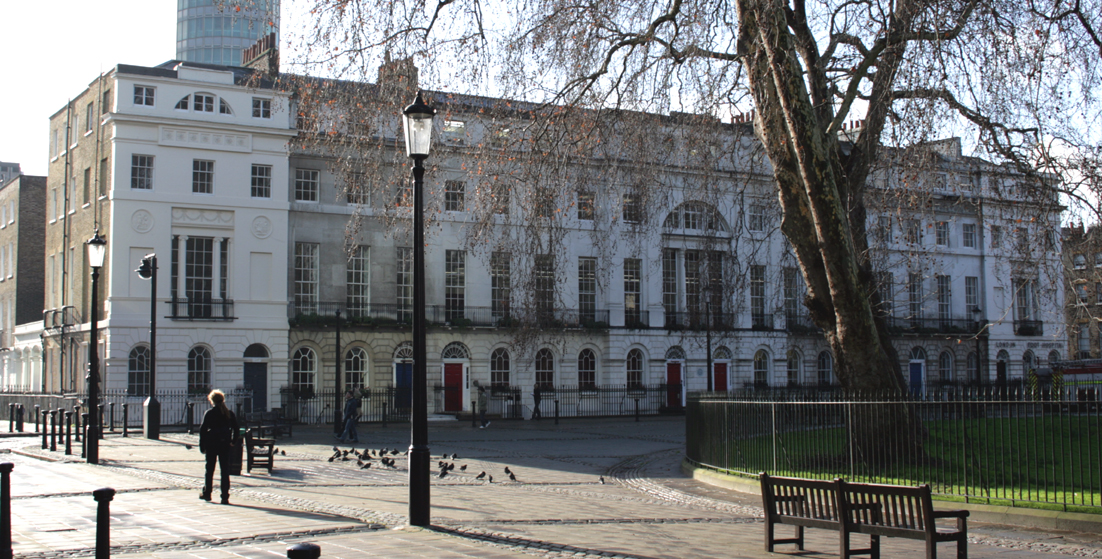
costat Sud, Fitzroy Square, Londres
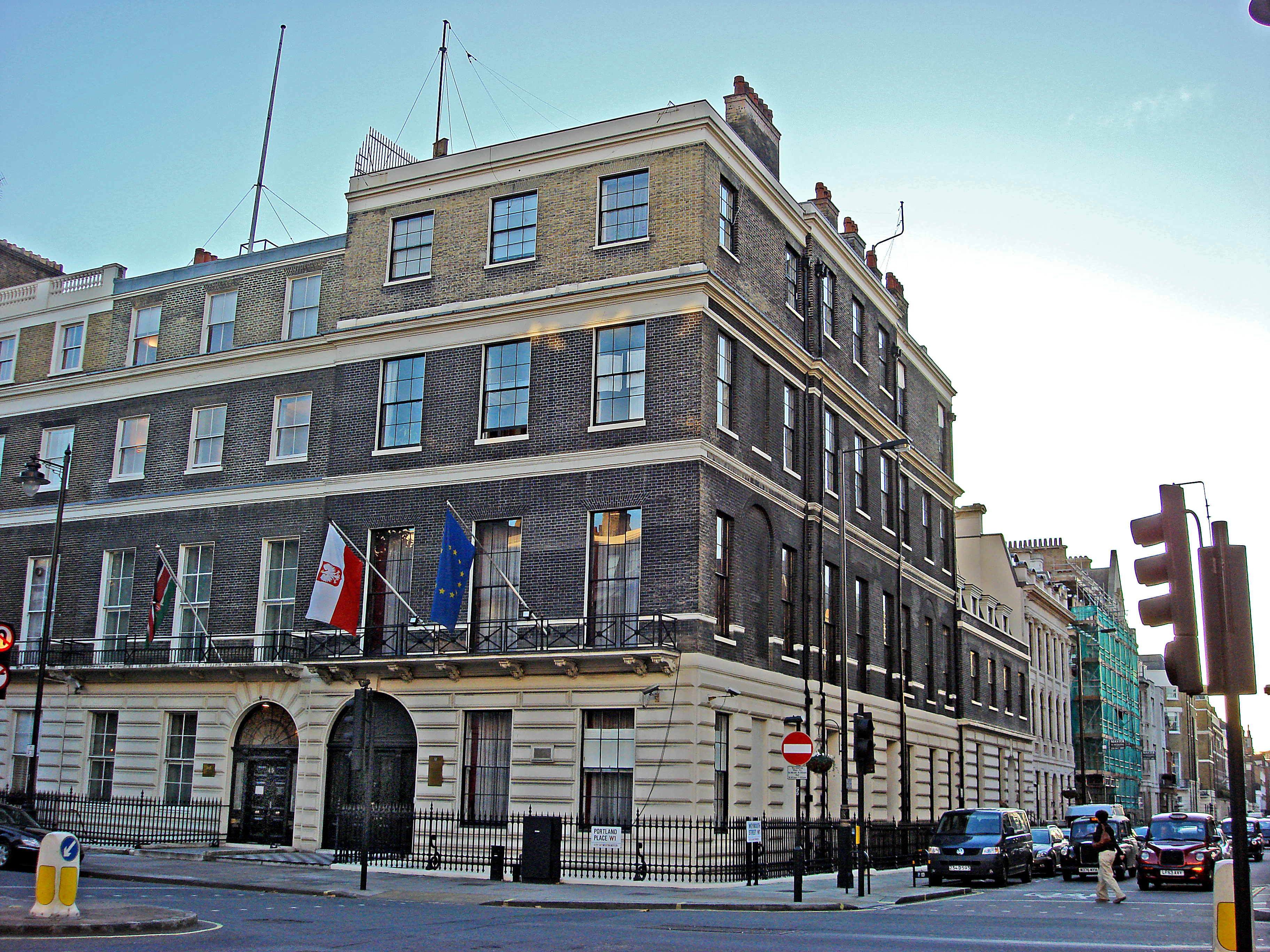
Surviving Adam Houses, Portland Place, Londres
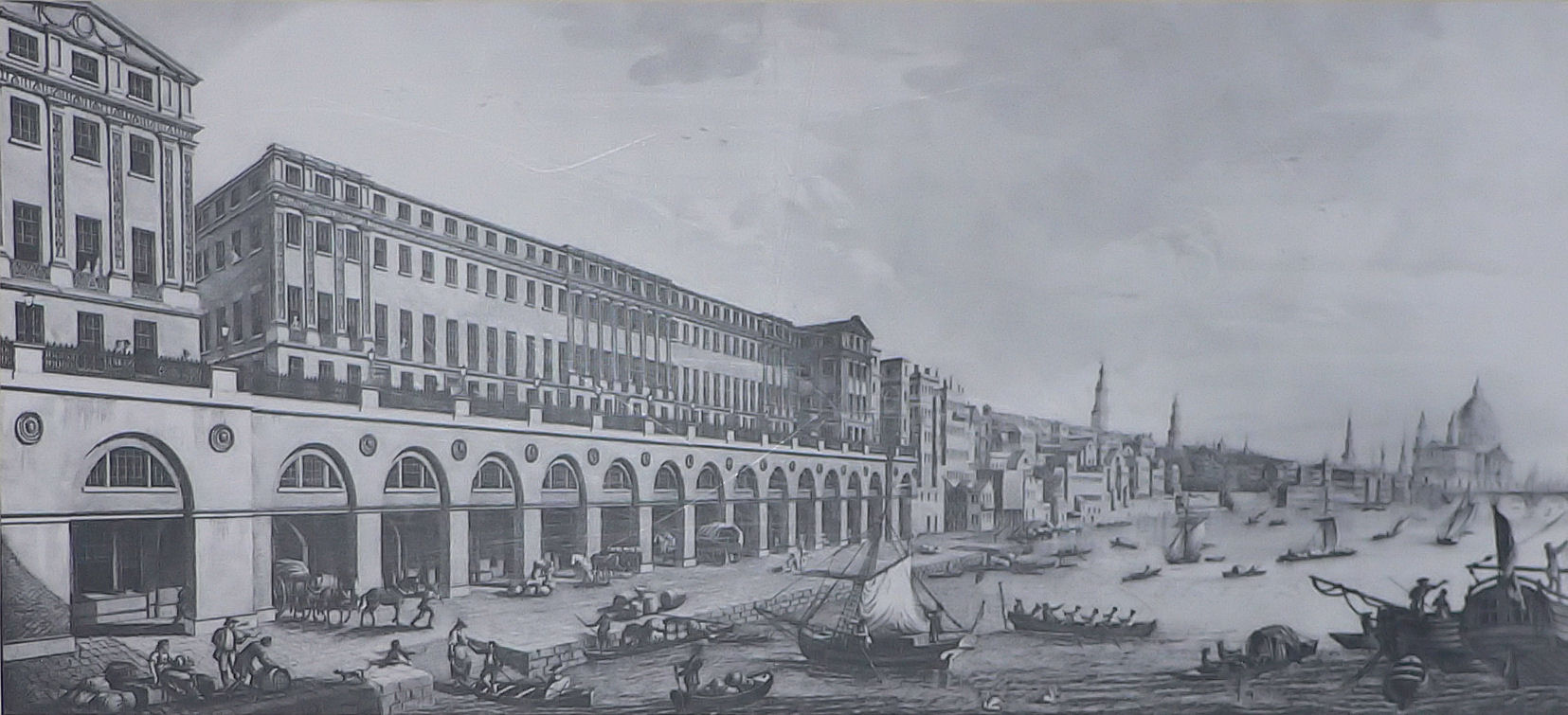
The Adelphi, Londres, àmpliament demolida
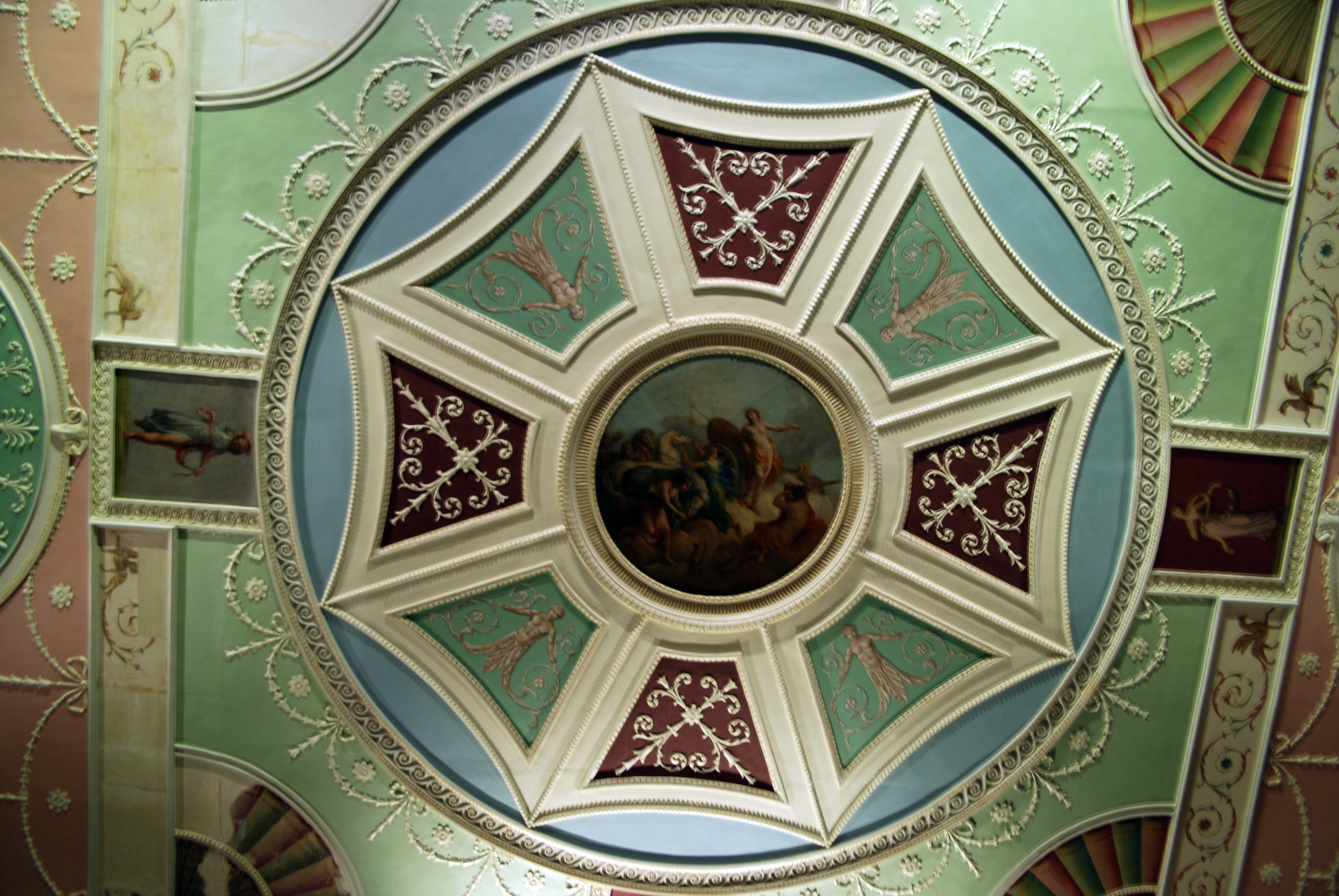
Robert Adam ceiling from the Adelphi, now in the V&A
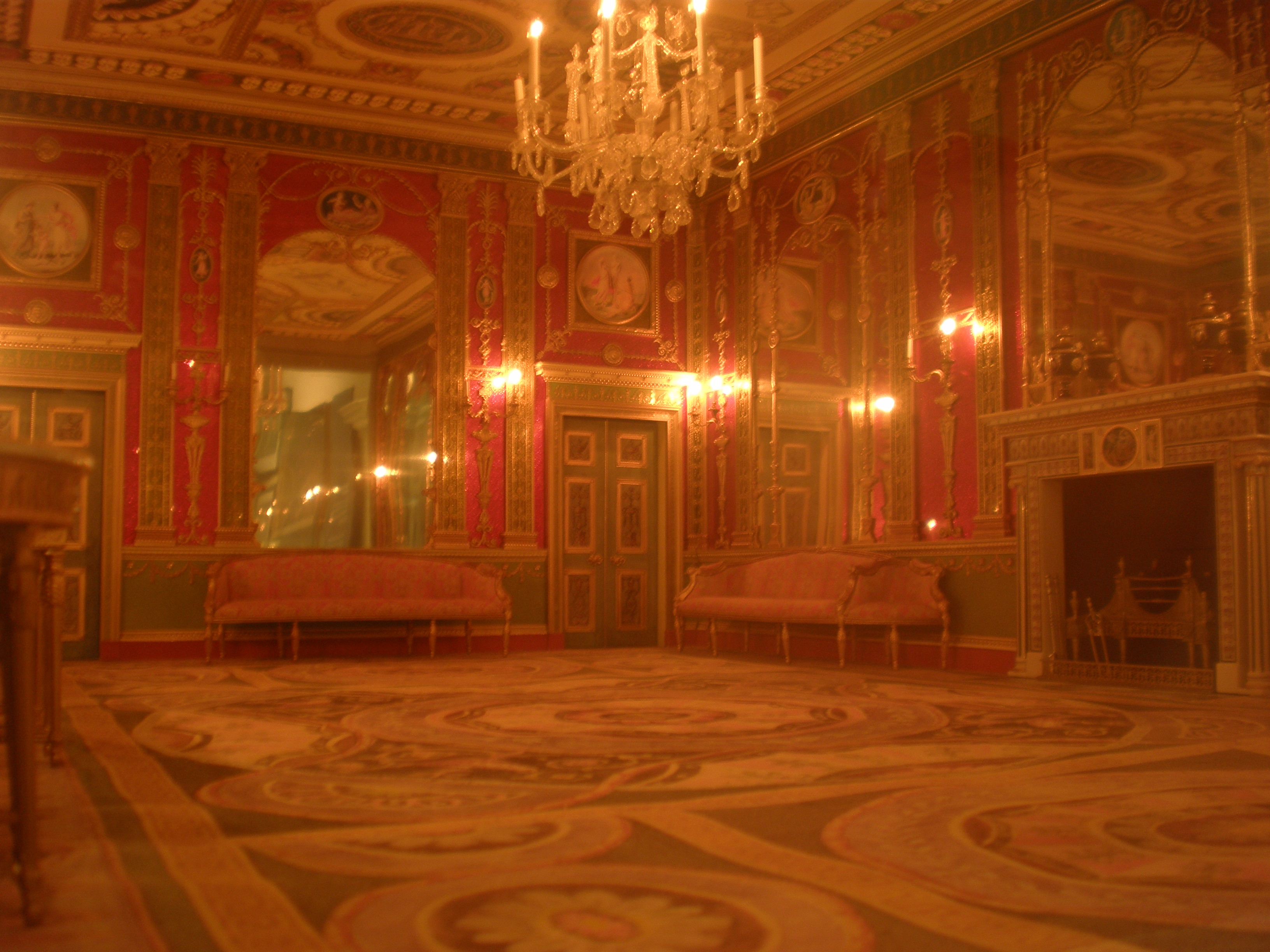
Model of the Glass Drawing Room Northumberland House, in the V&A
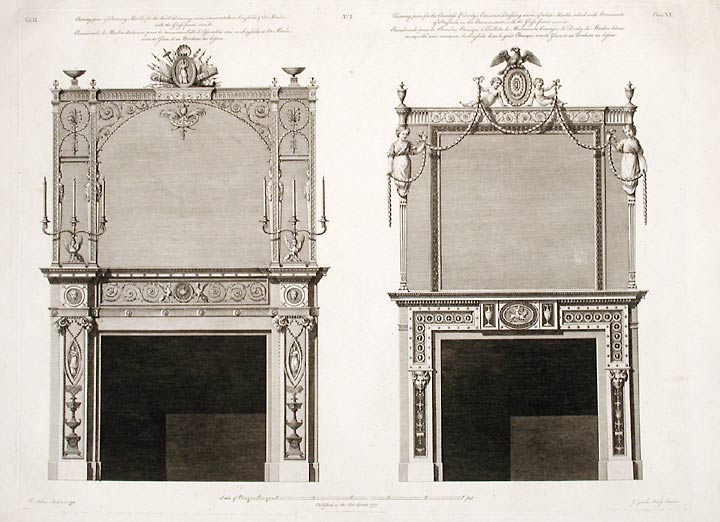
Design for fireplaces in the withdrawing room and the Countess of Derby's dressing room, Derby House
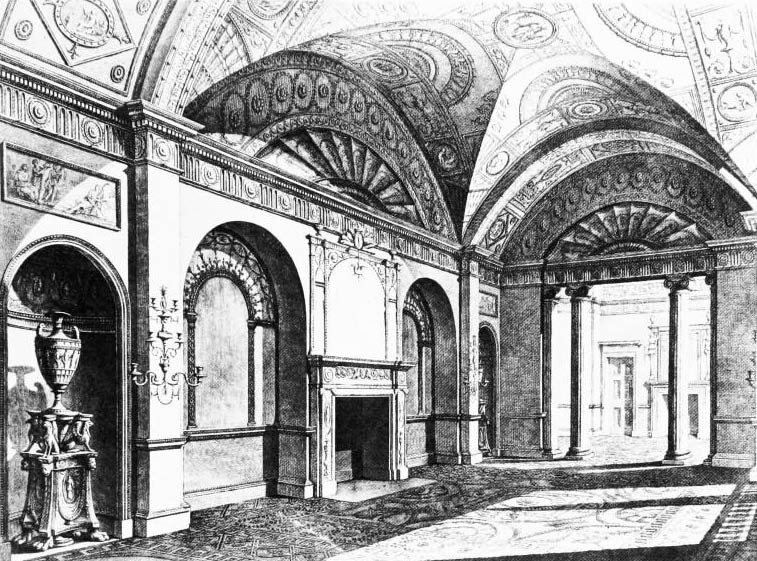
Drawing Room, Derby House
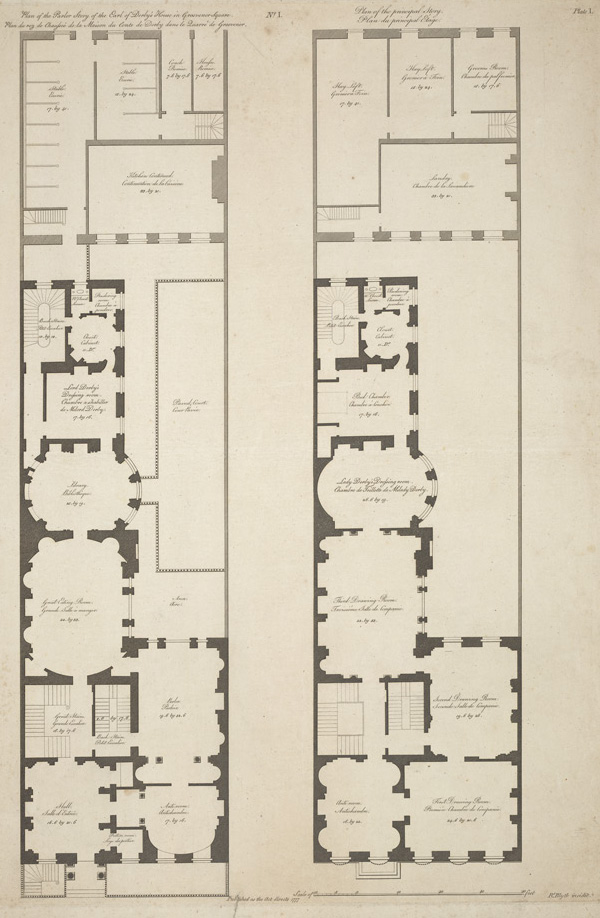
Pla, Derby House
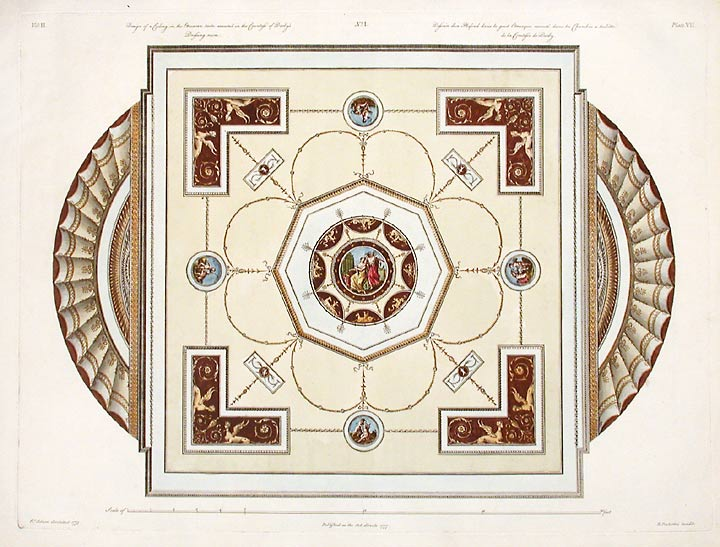
Ceiling, Countess of Derby's Dressing Room, Derby House
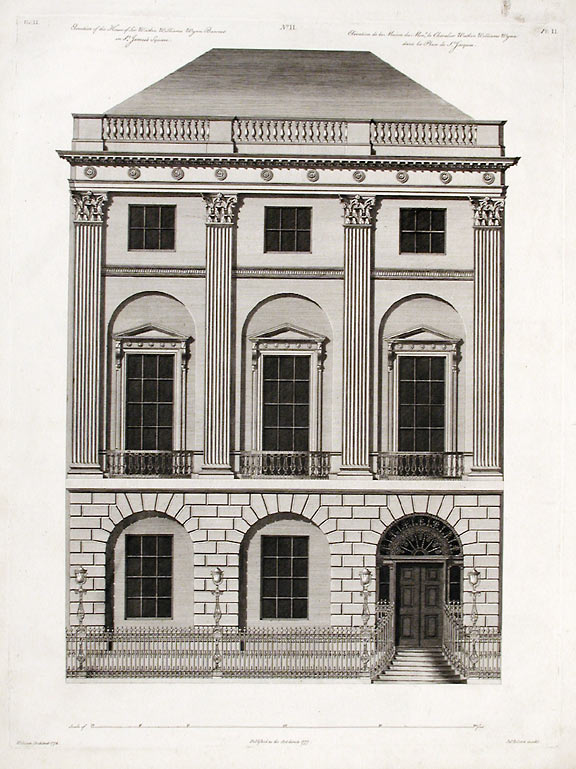
20 St. James's Square, London, front facade
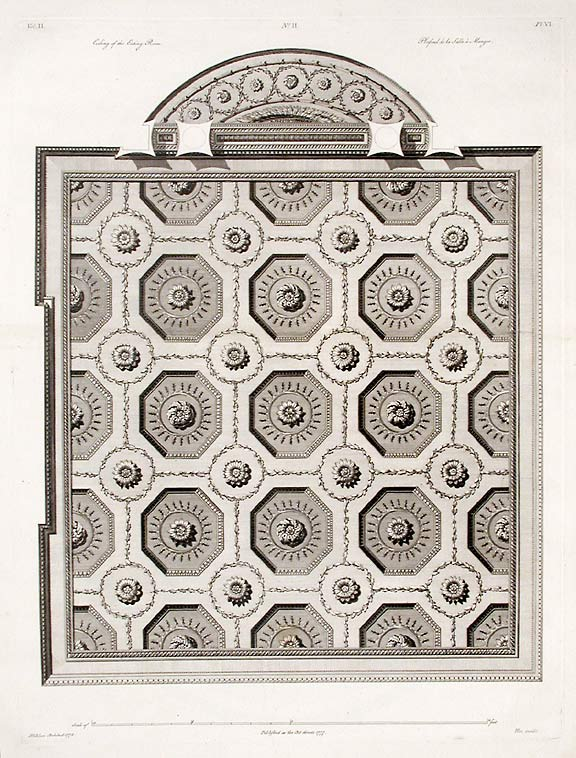
Dining Room ceiling, 20 St. James's Square, London
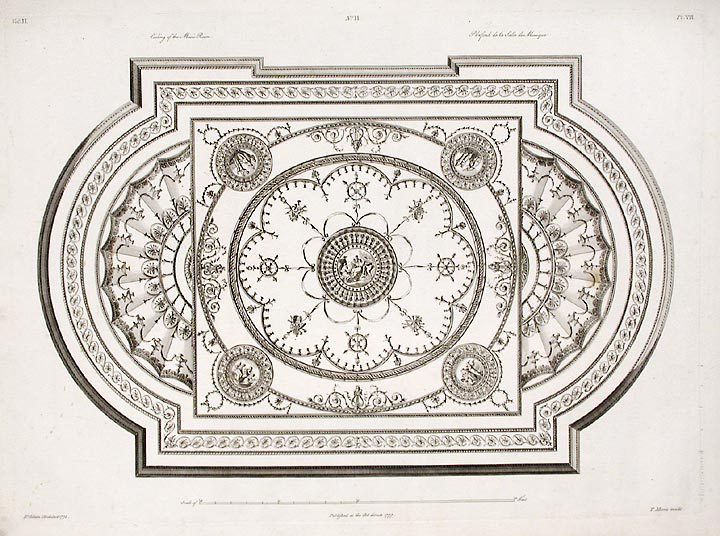
Music Room ceiling, 20 St. James's Square, London
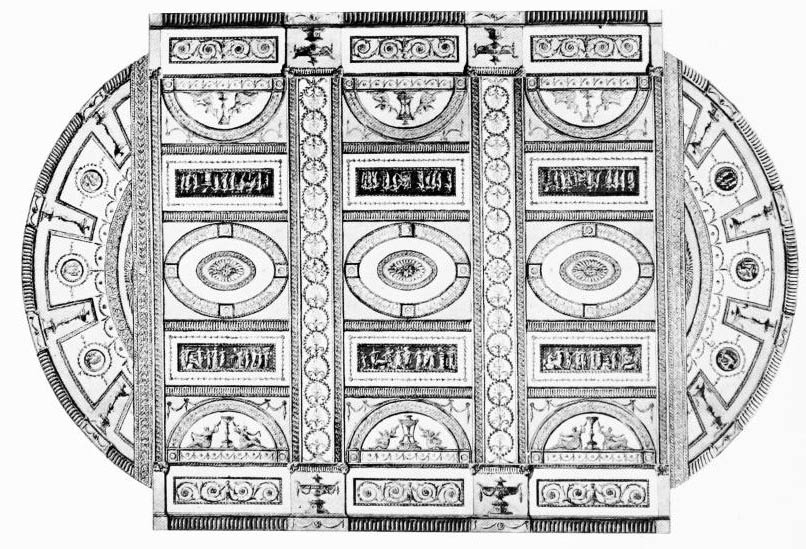
Drawing Room ceiling, 20 St. James's Square, London
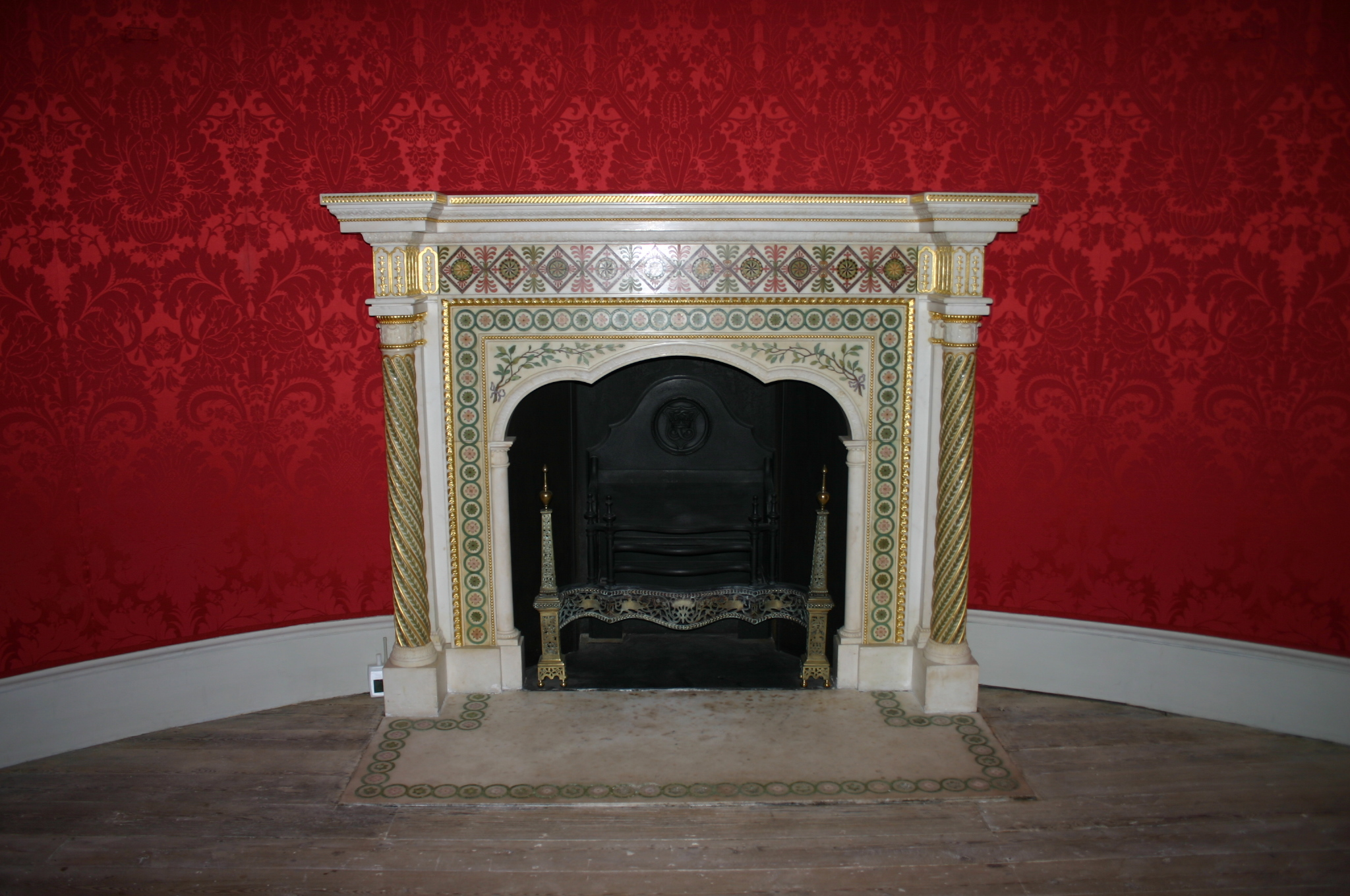
Fireplace, Round room, Strawberry Hill House, Middlesex

### Cases de camp amb obres majors
- Dumfries House, Ayrshire (1754–1759)
- Paxton House, prop de Berwick-upon-Tweed (1758)
- Shardeloes, Amersham, Buckinghamshire (altered and completed the original design by Stiff Leadbetter) (1759–63)
- Harewood House, West Yorkshire (1759–1771)
- Kedleston Hall, near Derby (1759–1765)
- Mellerstain House, Kelso, Scottish Borders (1760-1768)
- Osterley Park, west London (1761–1780)
- Mersham li Hatch, Mersham, Ashford, Kent (1762–1766)
- Syon House interior, Brentford (1762–1769)
- Luton Hoo, Bedfordshire (1766–1770) més tard reconstruït àmpliament en 1816 per Robert Smirke i altres arquitectes later
- Nostell Priory (1766–80)
- Newby Hall, Newby Boroughbridge, North Yorkshire (1767–76)
- Kenwood House, Hampstead, Londres (1768)
- Saltram House, Plymouth, Devon (1768–69)
- Bowood House, near Calne, Wiltshire, Diocletian wing, and other interiors (1770)
- Castell de Wedderburn, Duns, Berwickshire (1770-1778)
- Castell de Culzean, South Ayrshire (1772–1790)
- Moreton Hall, Suffolk (1773–1776), building and interiors
- Stowe, Buckinghamshire (1774)
- Moreton Hall, Bury St Edmund, (1783)
- Castell de Pitfour, Tayside, atribuït (c.1785–90)
- Castell de Seton, East Lothian (1789)
- Newliston, Lothian (1789)
- Dalquharran Castle, South Ayrshire (1789–1792) ara una ruïna
- Castell de Airthrey, Stirlingshire (1790-1791)
- Balbardie House, Lothian (1792) demolida
- Gosford House, prop de Longniddry, East Lothian (1790-1800)

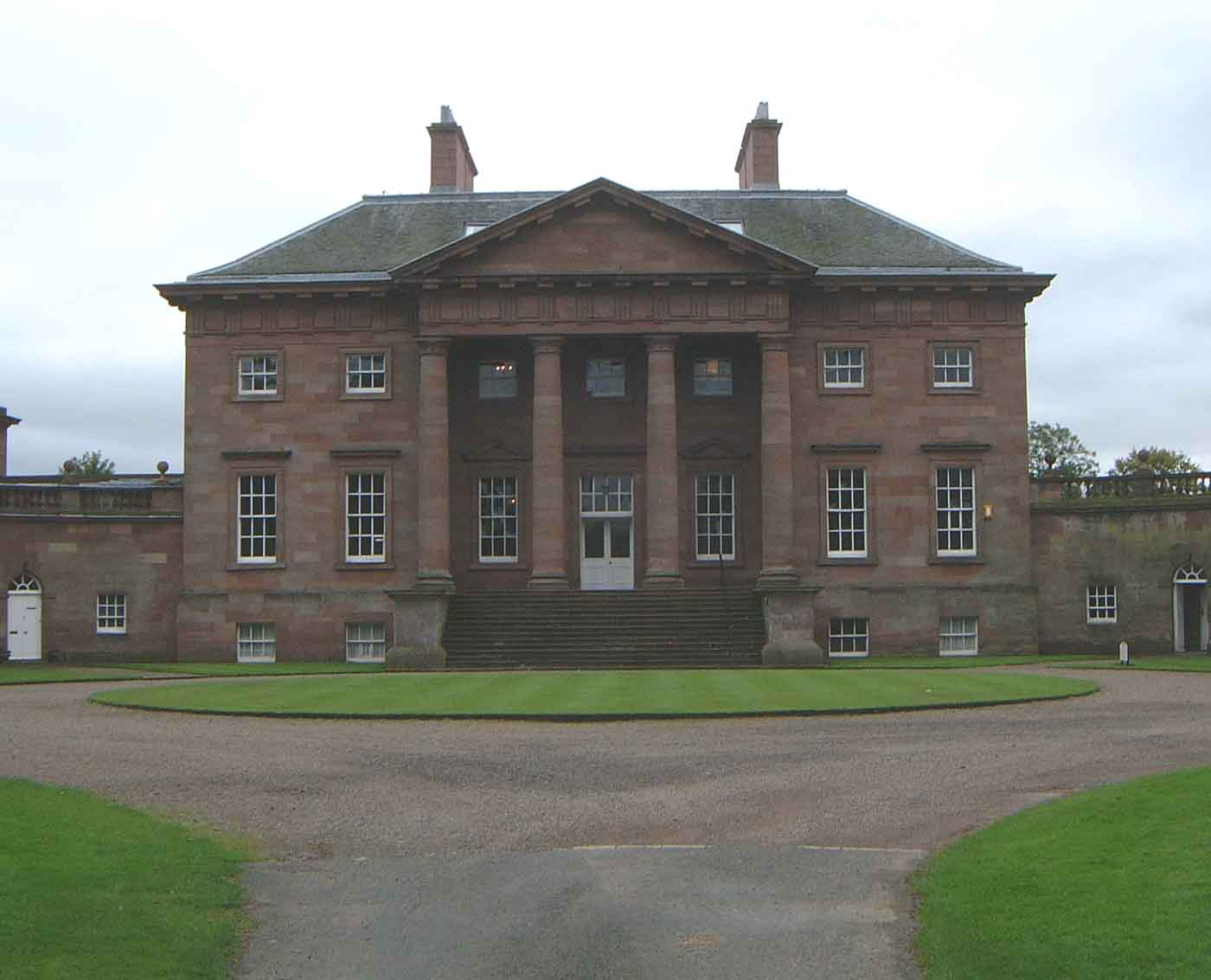
Paxton House, Berwickshire
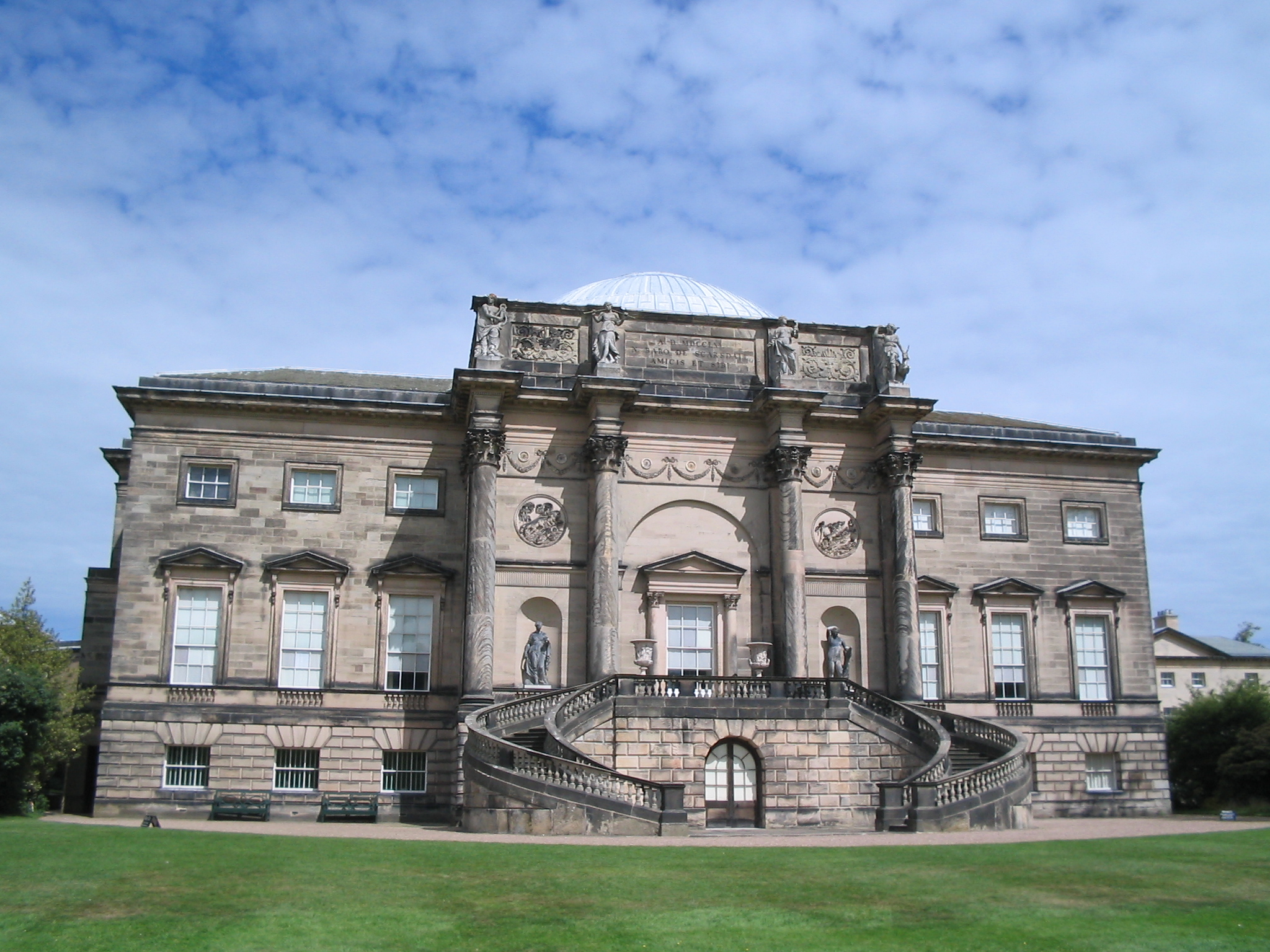
Façana Sud, Kedleston Hall
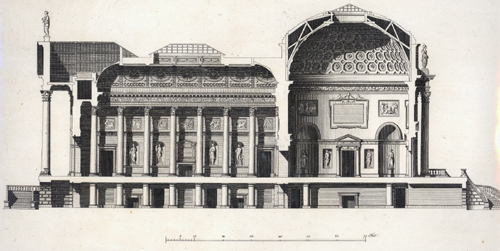
Secció transversal, Kedleston Hall
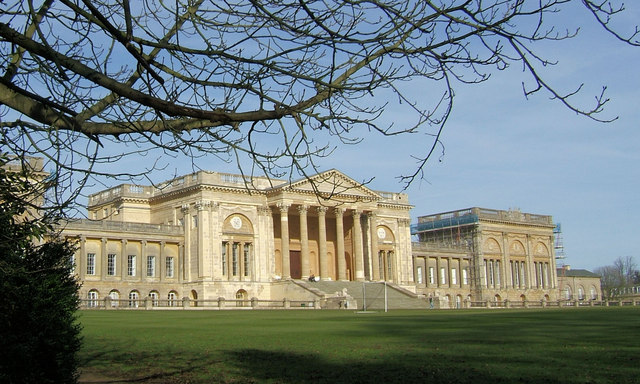
South front, Stowe House, modificat lleugerament en l'execució
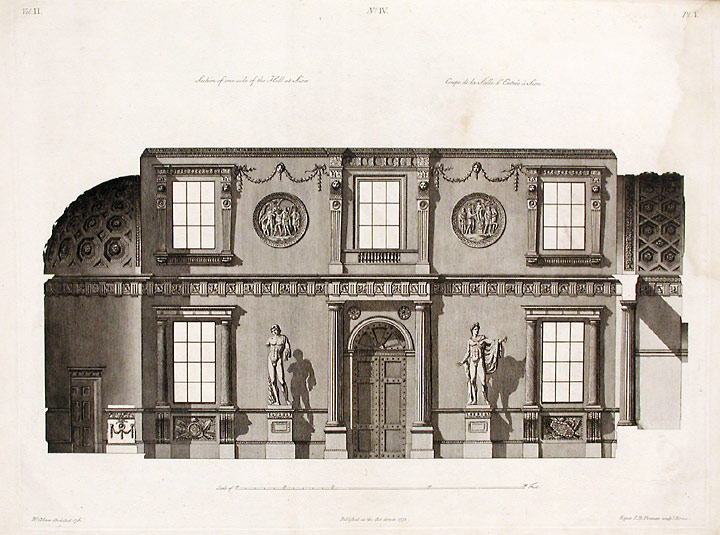
Secció transversal Hall, Syon House, Londres
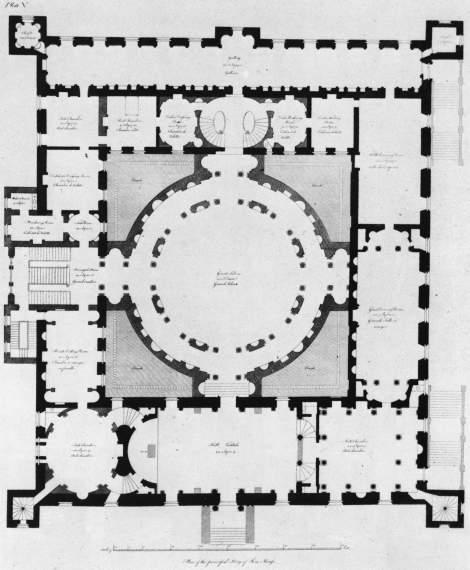
Pla, Syon House, Londres
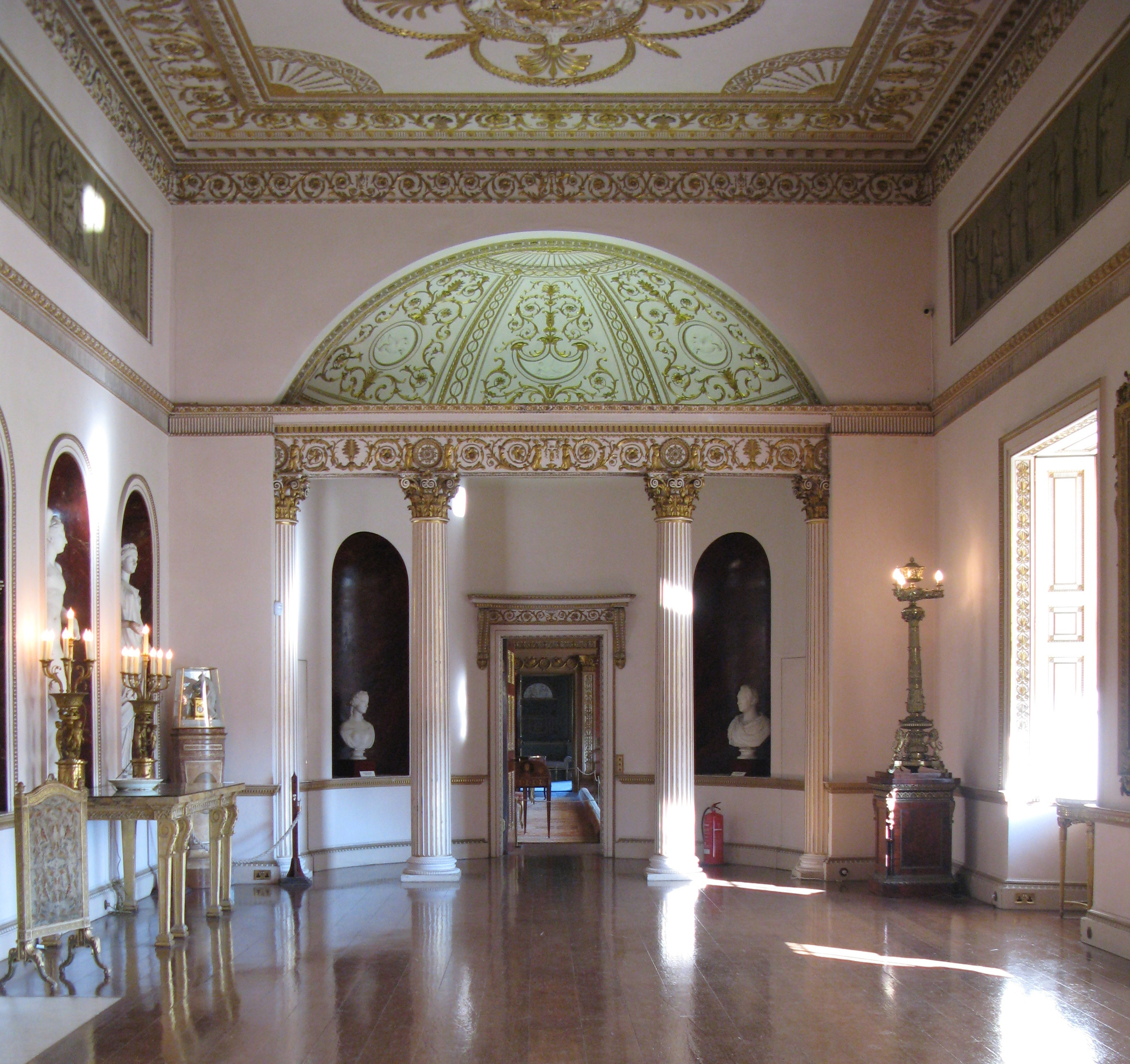
The Dining Room, Syon House
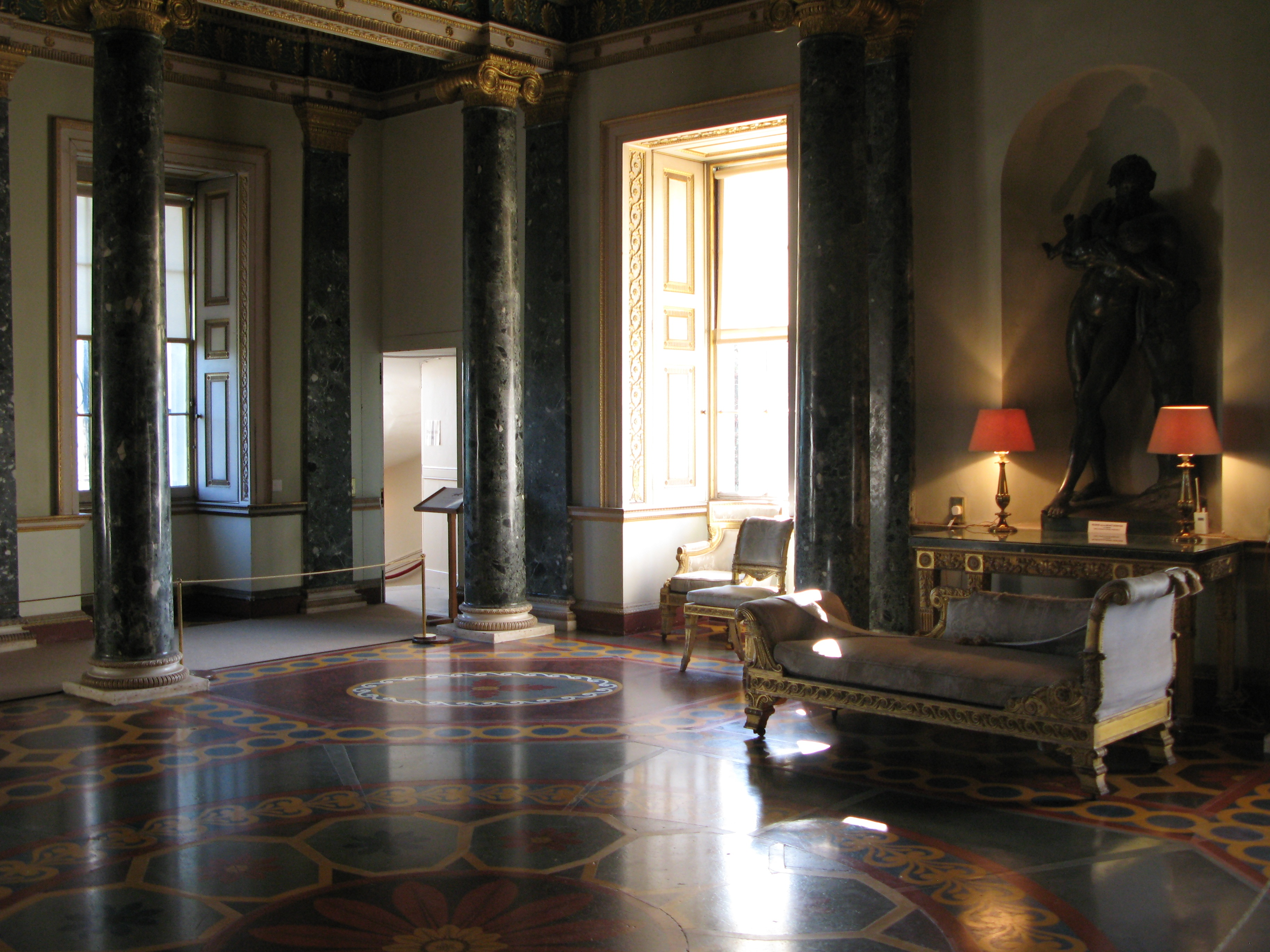
The Davant-Room, Syon House
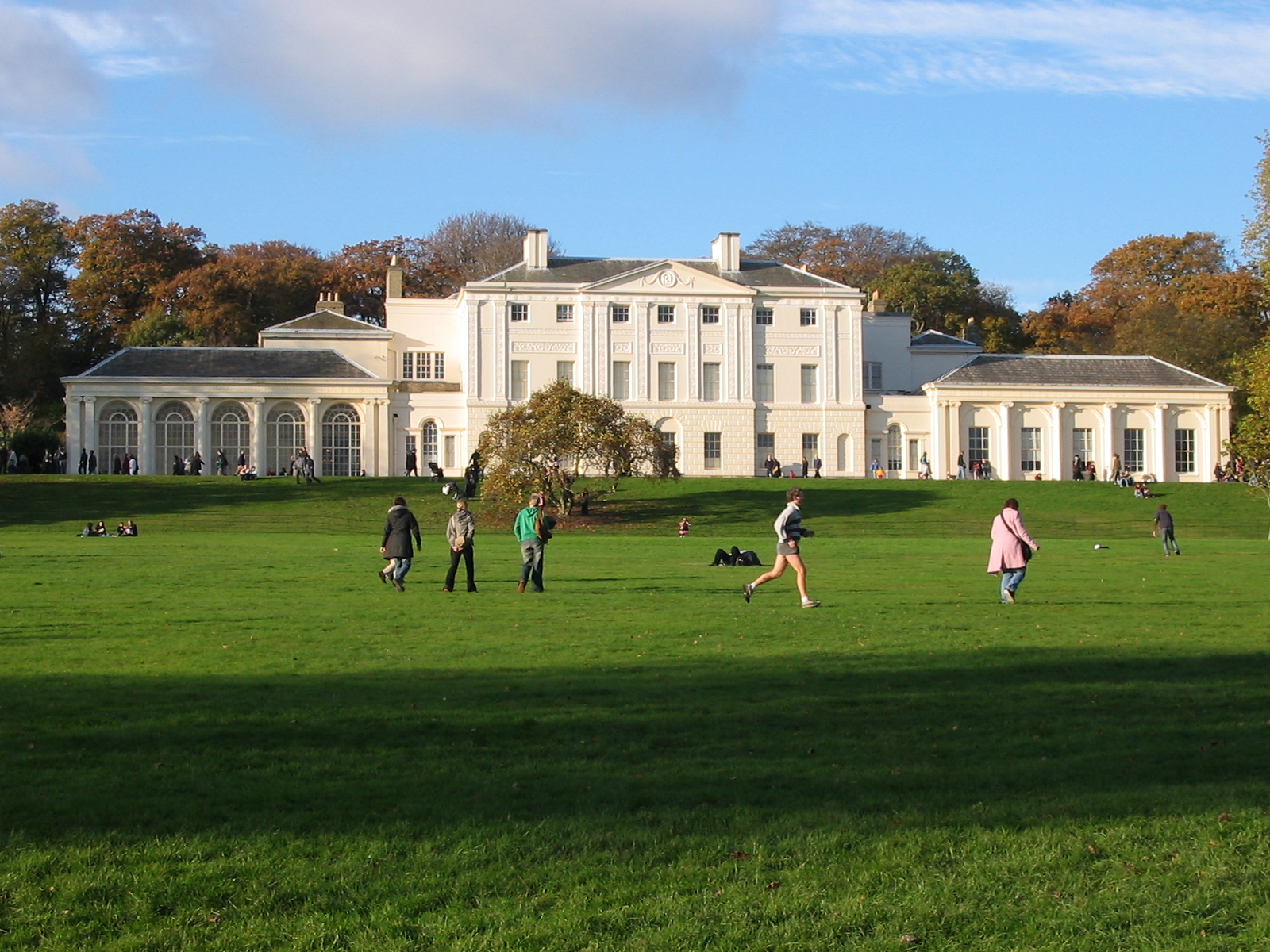
Kenwood House, Londres
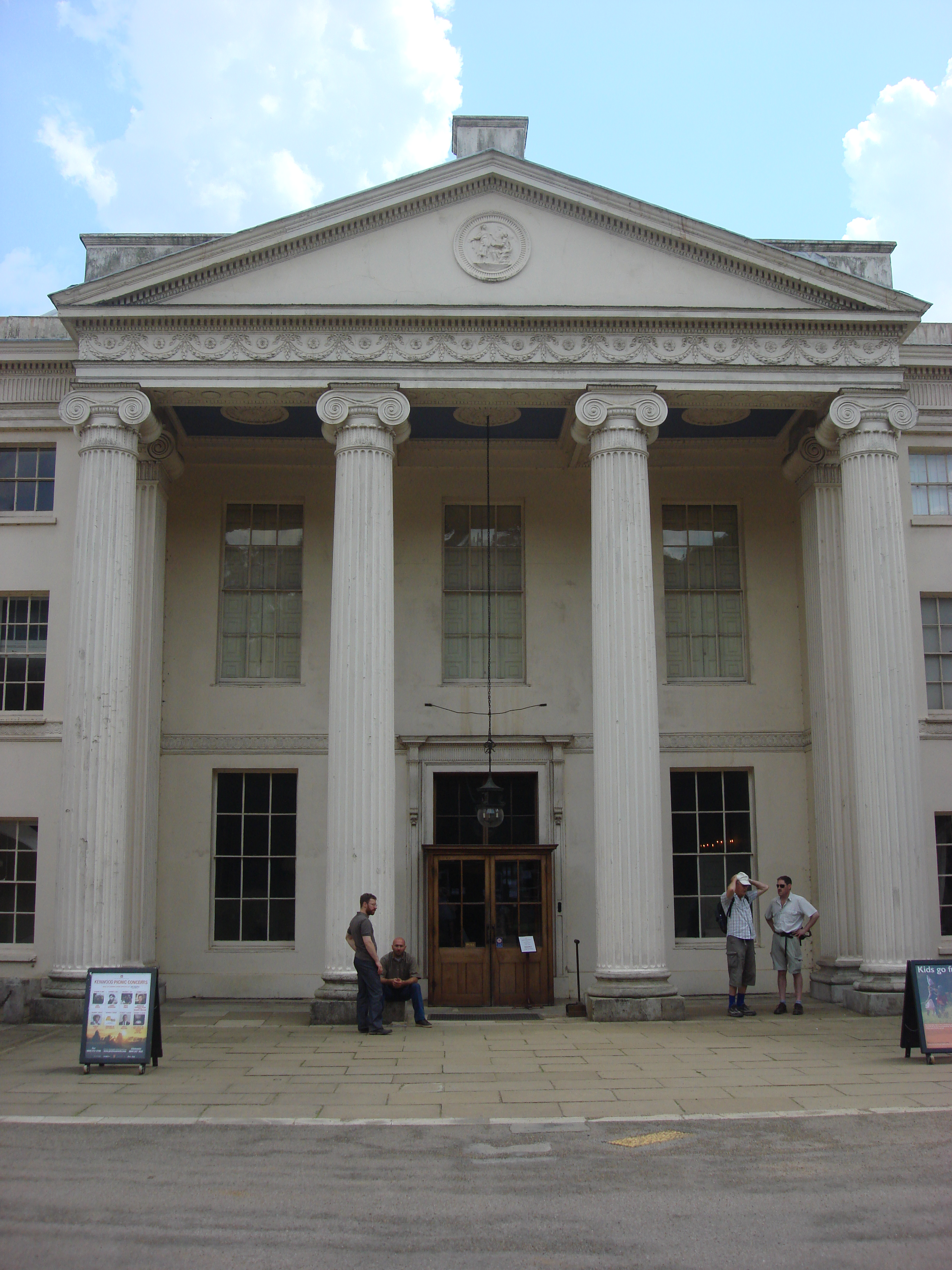
Entrance portico, Kenwood House, Londres
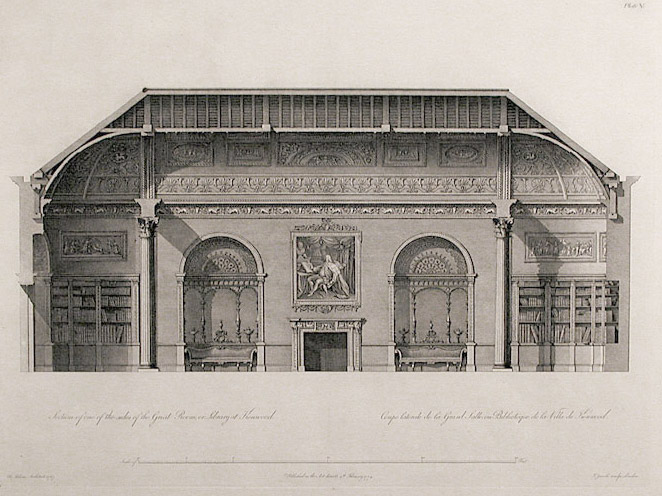
Secció transversal de la biblioteca, Kenwood House, Londres
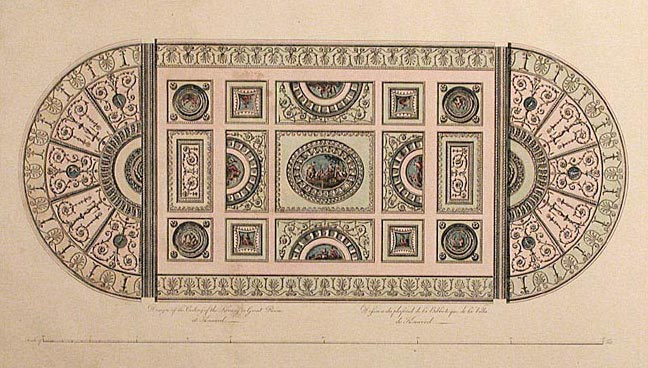
The library ceiling, Kenwood House, Londres
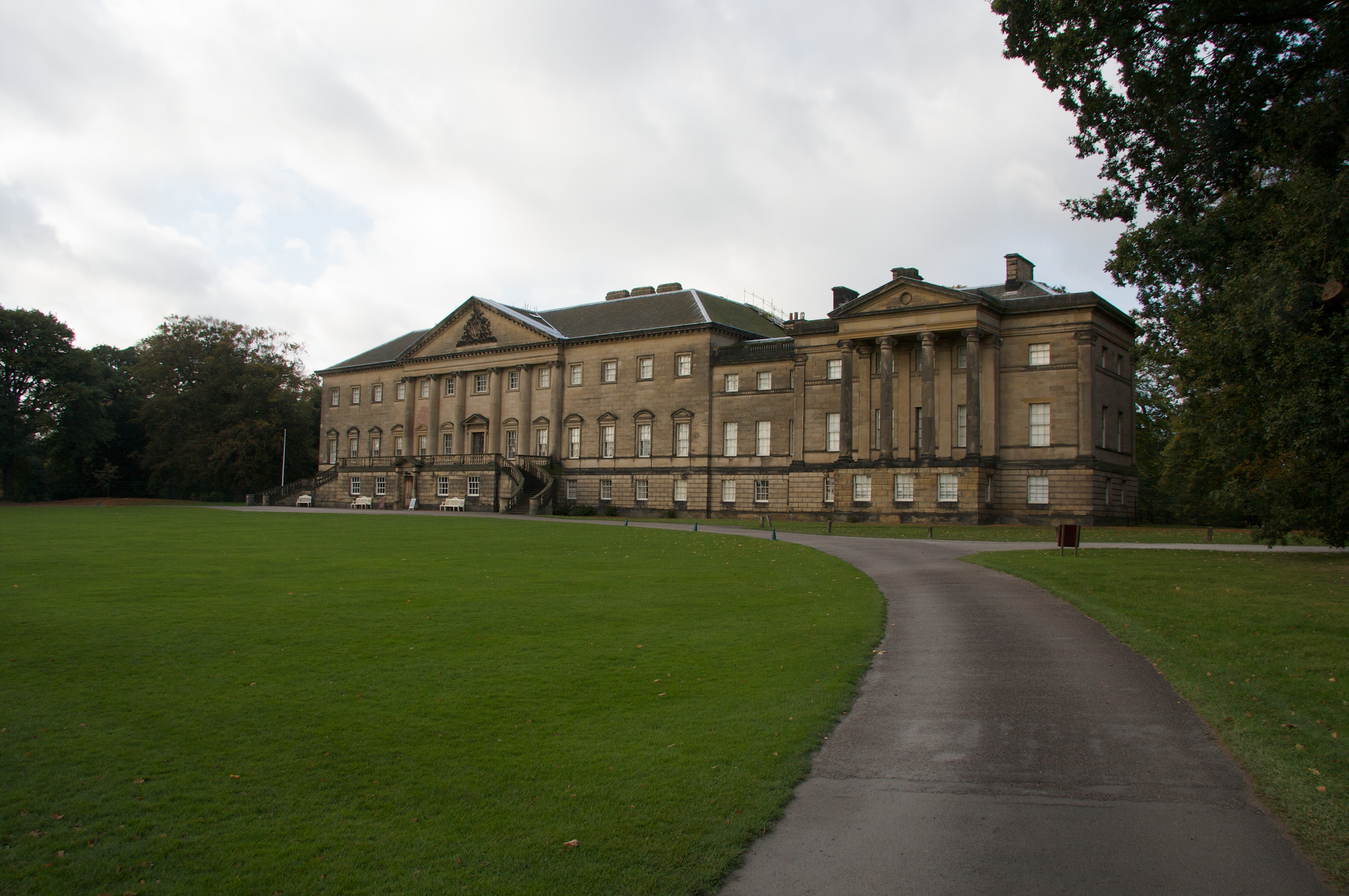
Nostell Priory, Yorkshire, Adam wing on right
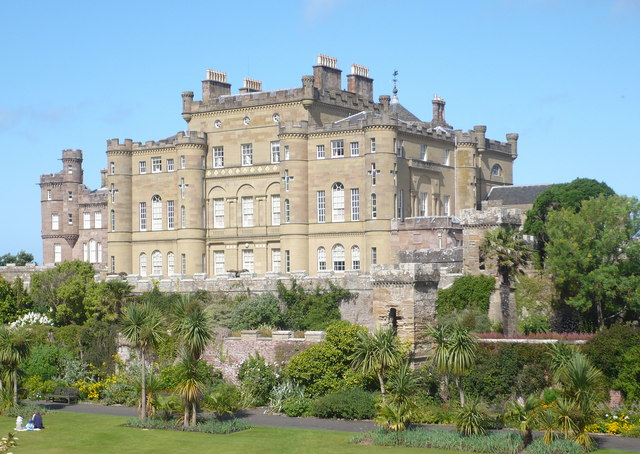
Castillo de Culzean, Ayrshire
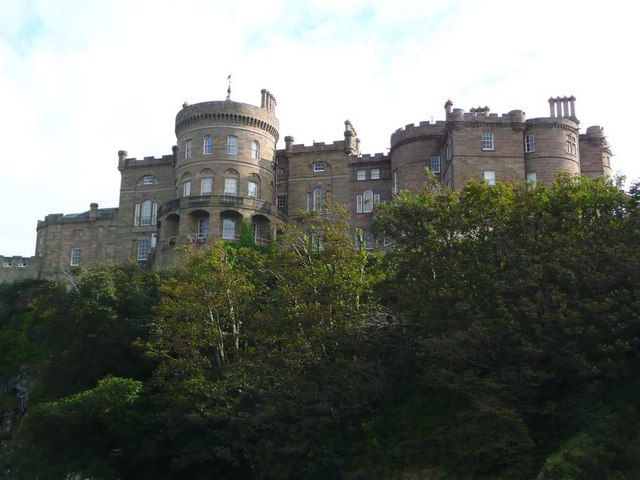
Castillo de Culzean, Ayrshire
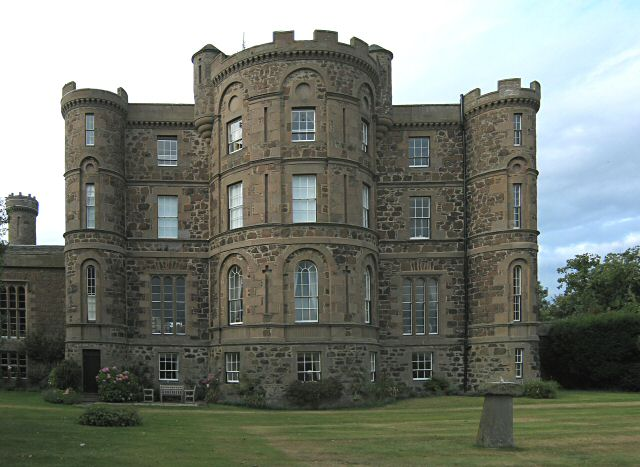
Pitfour Castle, Tayside
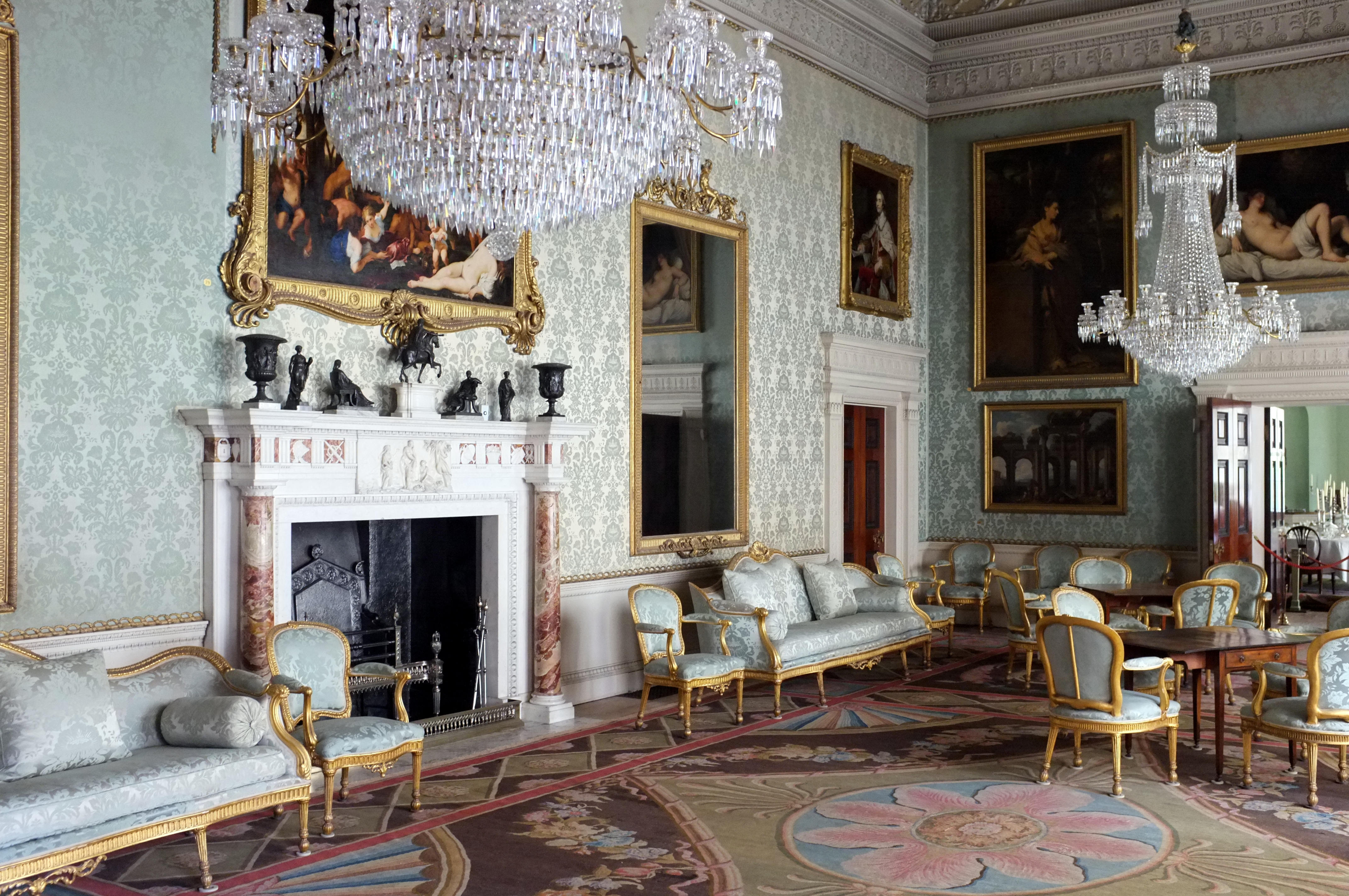
The Saloon, Saltram House
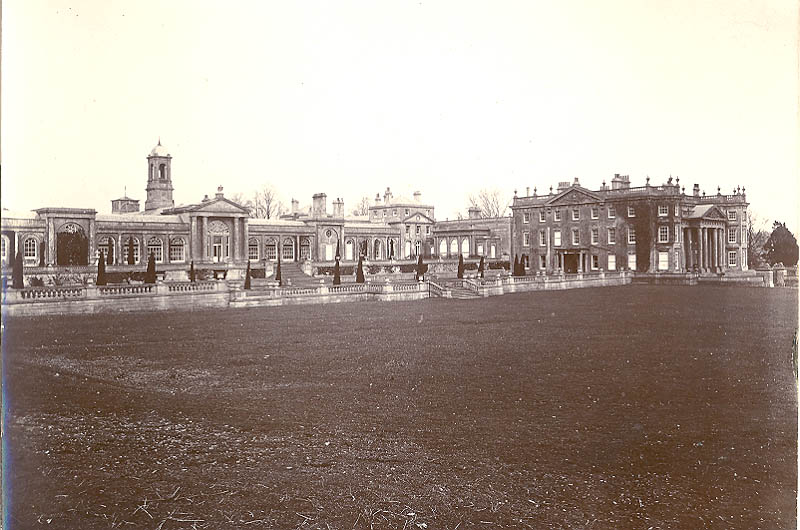
Bowood House, Adam's Diocletian wing on left, the main block demolished in 1950
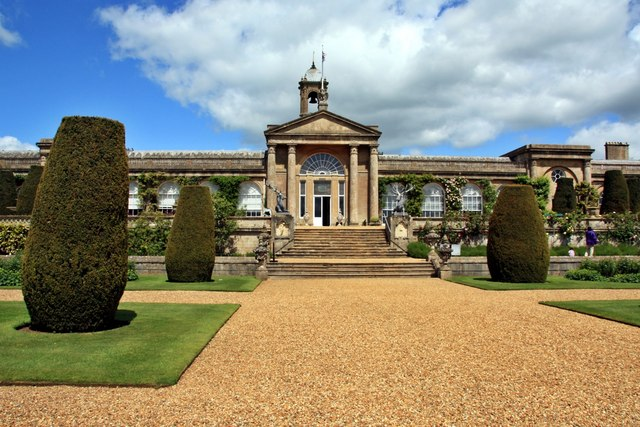
Bowood House, Diocletian wing
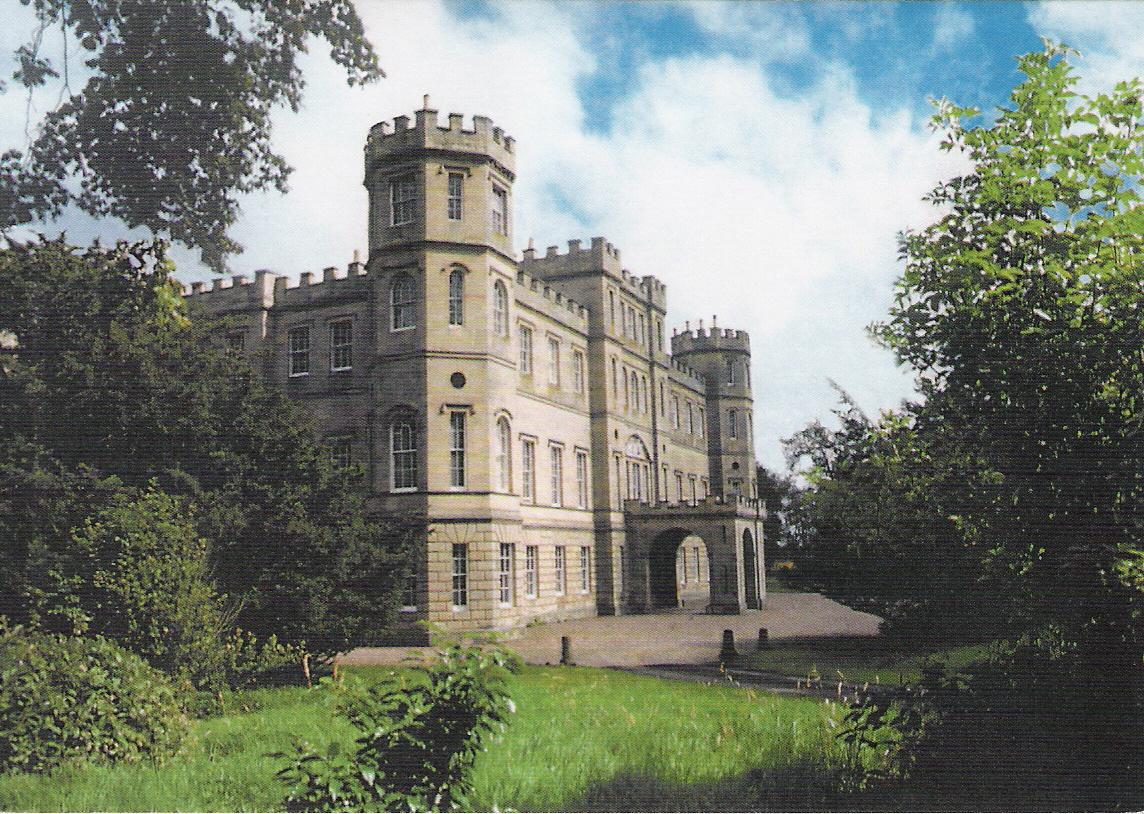
Castillo de Wedderburn, Berwickshire
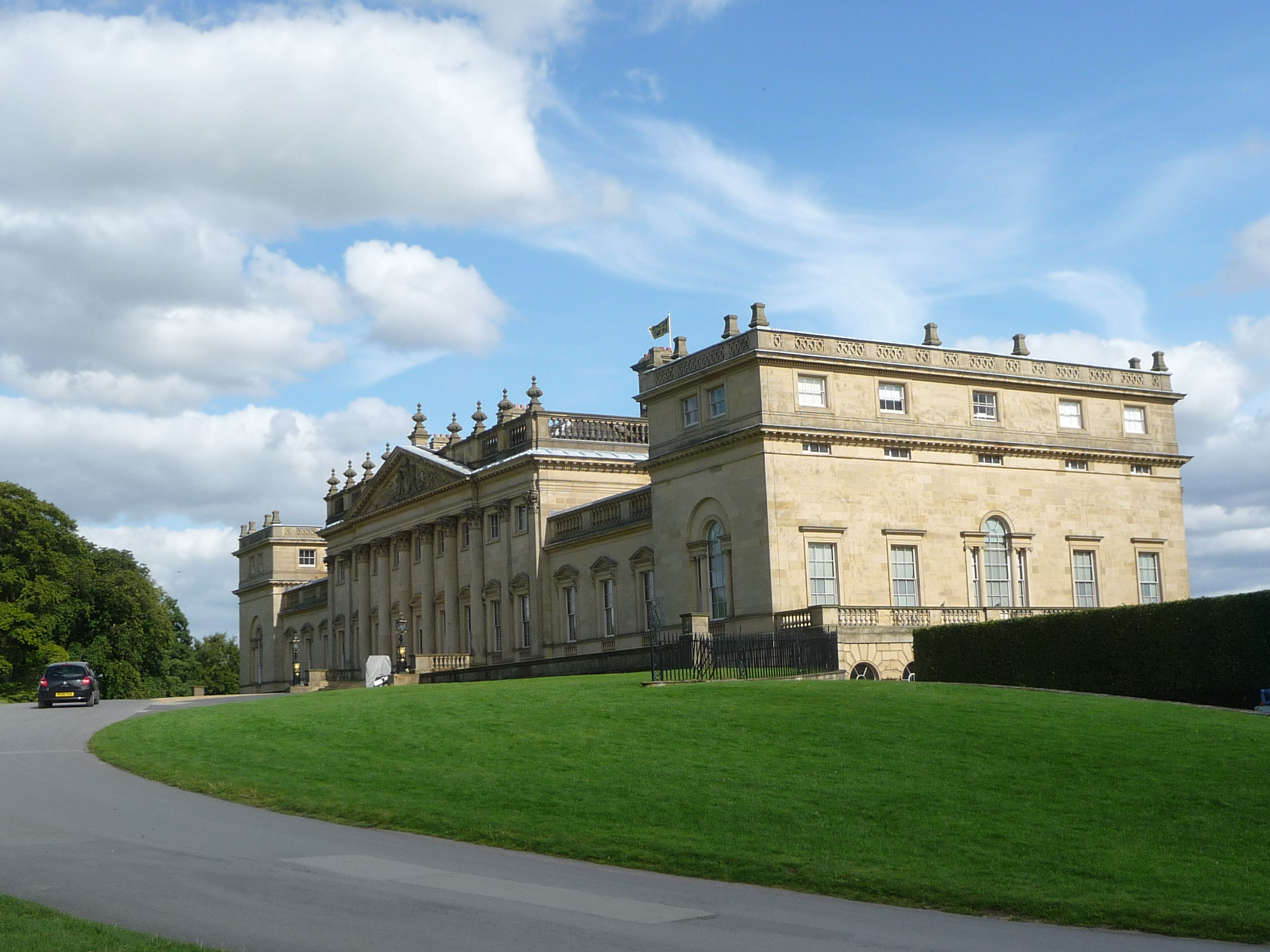
Harewood House, Yorkshire, alterada per sir Charles Barry
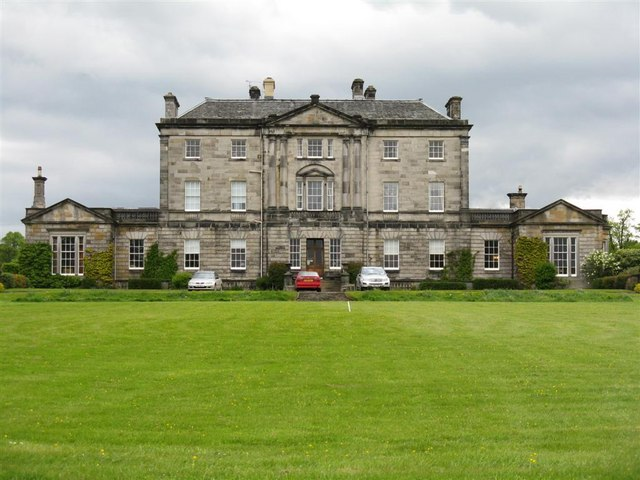
Newliston House
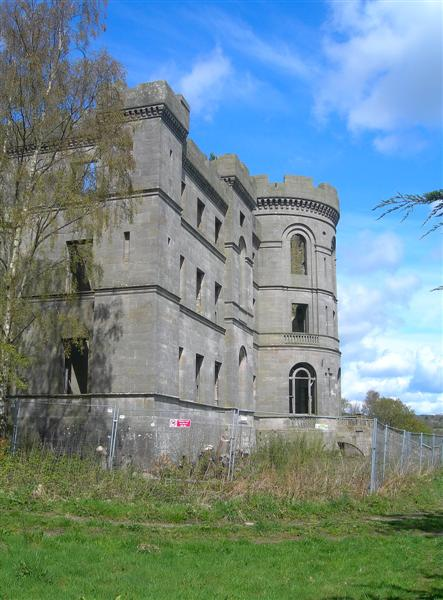
Castillo de Dalquarran, Ayrshire
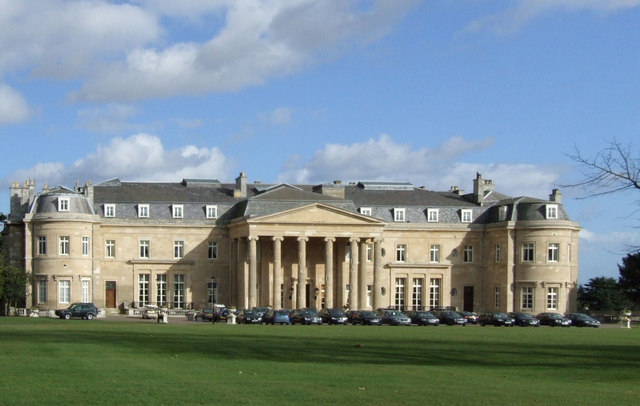
Luton Hoo House, Bedfordshire, alterada per sir Robert Smirke and again in the late 19th century
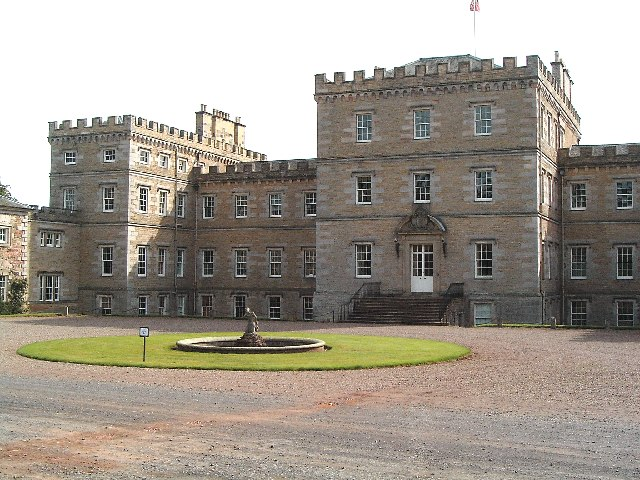
Mellerstain House, Berwickshire
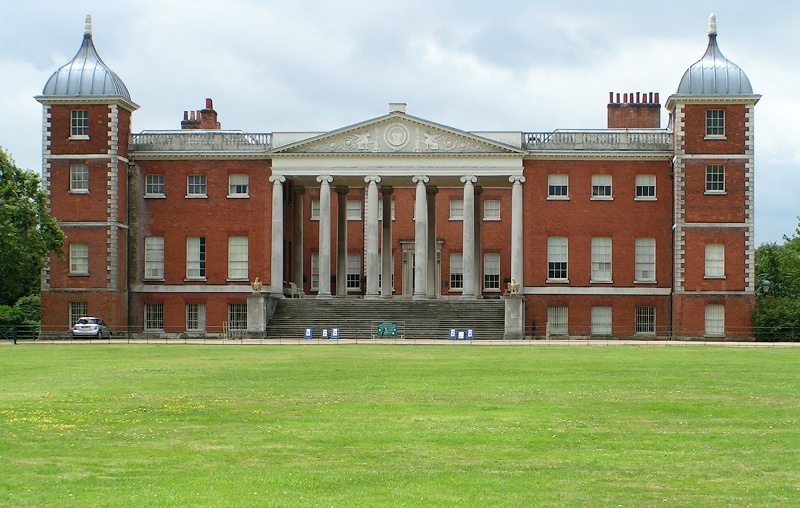
Osterley Park, Londres

### Edificis de jardí i follies
- Estables, Inveraray Castle, juntament amb el seu germà John (1758–60)
- North Lodge, Kedleston Hall (1759)
- Conservatory Croome Park (1760)
- Rotonda Croome Park, atribuïda (1760)
- Old Rectory, Kedleston Hall (c.1761)
- Entrance screen, Moor Park, Hertfordshire (1763)
- The Conservatory, Osterley Park (1763)
- Puente, Audley End House, Essex (c.1763–64)
- Tea Pavilion, Moor Park, Hertfordshire (c.1764
- Gatehouse Kimbolton Castle (c.1764)
- Puente, Kedleston Hall 1764
- Estigues Village Lowther, Cumbria (1766)
- Dunstall 'Castle' and Garden Alcove, Croome Park (1766)
- Entrance arch, Croome Court (1767)
- Entrance Screen, Cullen House, Cullen, Moray (1767)
- Puente, Osterley Park (c.1768)
- Entrance screen, Syon House (1769)
- Fishing, Boat & Bath House, Kedleston Hall 1770-71
- Circular Tremp, Audley End House, Essex (1771)
- Puente Lion, Alnwick (1773)
- Stag Lodge, Saltram House, Devon (c.1773)
- The Stables, Featherstone entrance & Huntwick arch Nostell Priory (1776)
- Wyke Green Lodges, Osterley, Middlesex (1777) remodelada
- the Home Farm, Castillo de Culzean, Ayrshire (1777–79)
- Brizlee Tower, Alnwick, Gothic tower (1777–81)
- Temple de Oswald, Auchincruive, Ayrshire (1778)
- 'Ruined' arc i viaducte, Castillo de Culzean (1780)
- The semi-circular conservatory, Osterley Park (1780)
- Puente Tea House, Audley End House, Essex (1782)
- Els Estables, Castillo de Culzean (c. 1785)
- Stables, Castle Upton, Templepatrick, Co. Antrim, Ireland.(1788–89) Important grup d'edificis en estil de castells.
- Puente Montagu, palau de Dalkeith, Lothian (1792)
- Loftus Hall, Fethard-on-sigui, Co. Wexford, Ireland. Date desconeguda. Portes proposades.
- Lion Gate and Lodge, Syon Park, Londres. Date desconeguda.

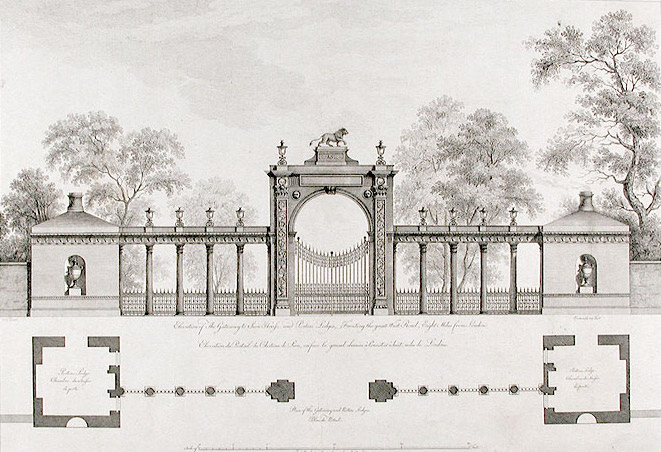
Screen, Syon House, Londres
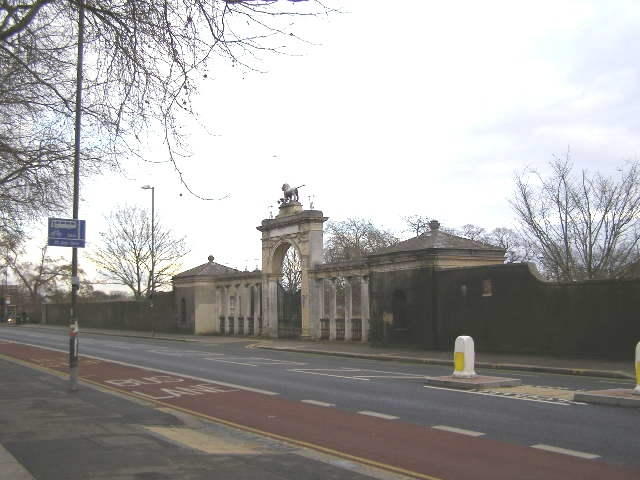
The Lion Gate, Syon Park, Londres
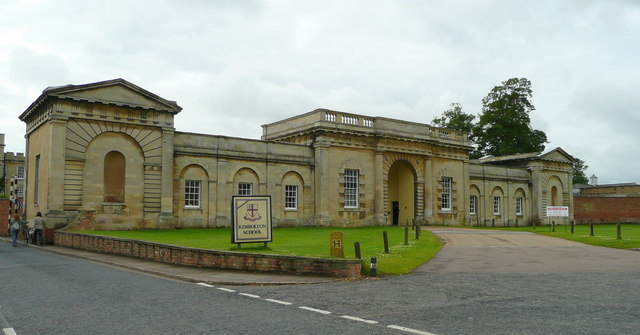
Gatehouse, Kimbolton Castle
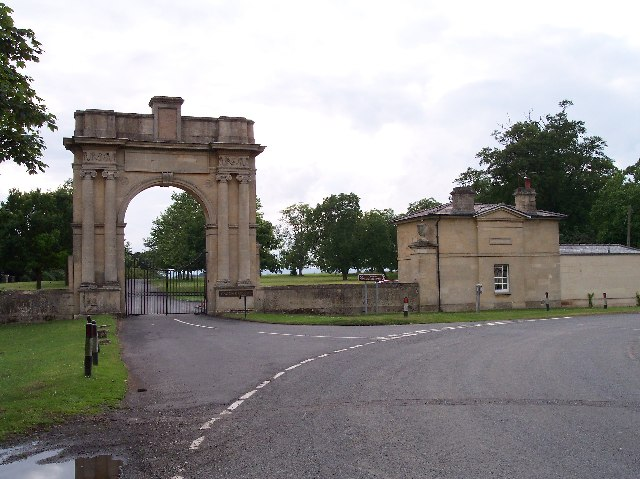
Entrance Arch, Croome Park, Worcestershire
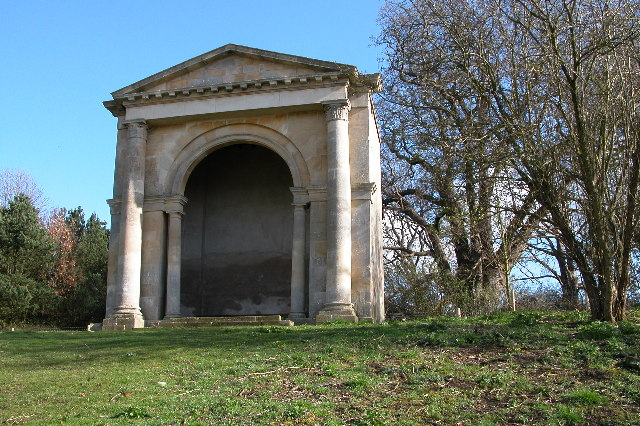
Garden Alcove, Croome Court, Worcestershire
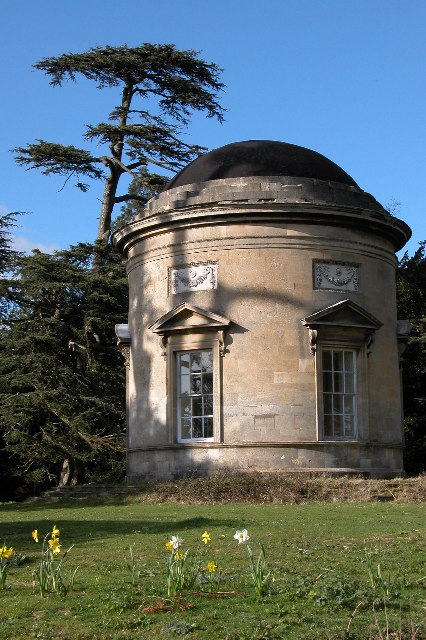
Rotunda, Croome Park, Worcestershire
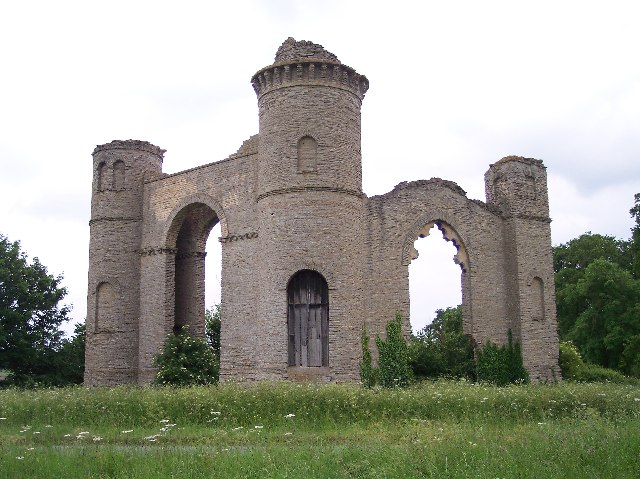
Dunstall "Castle", Croome Court, Worcestershire
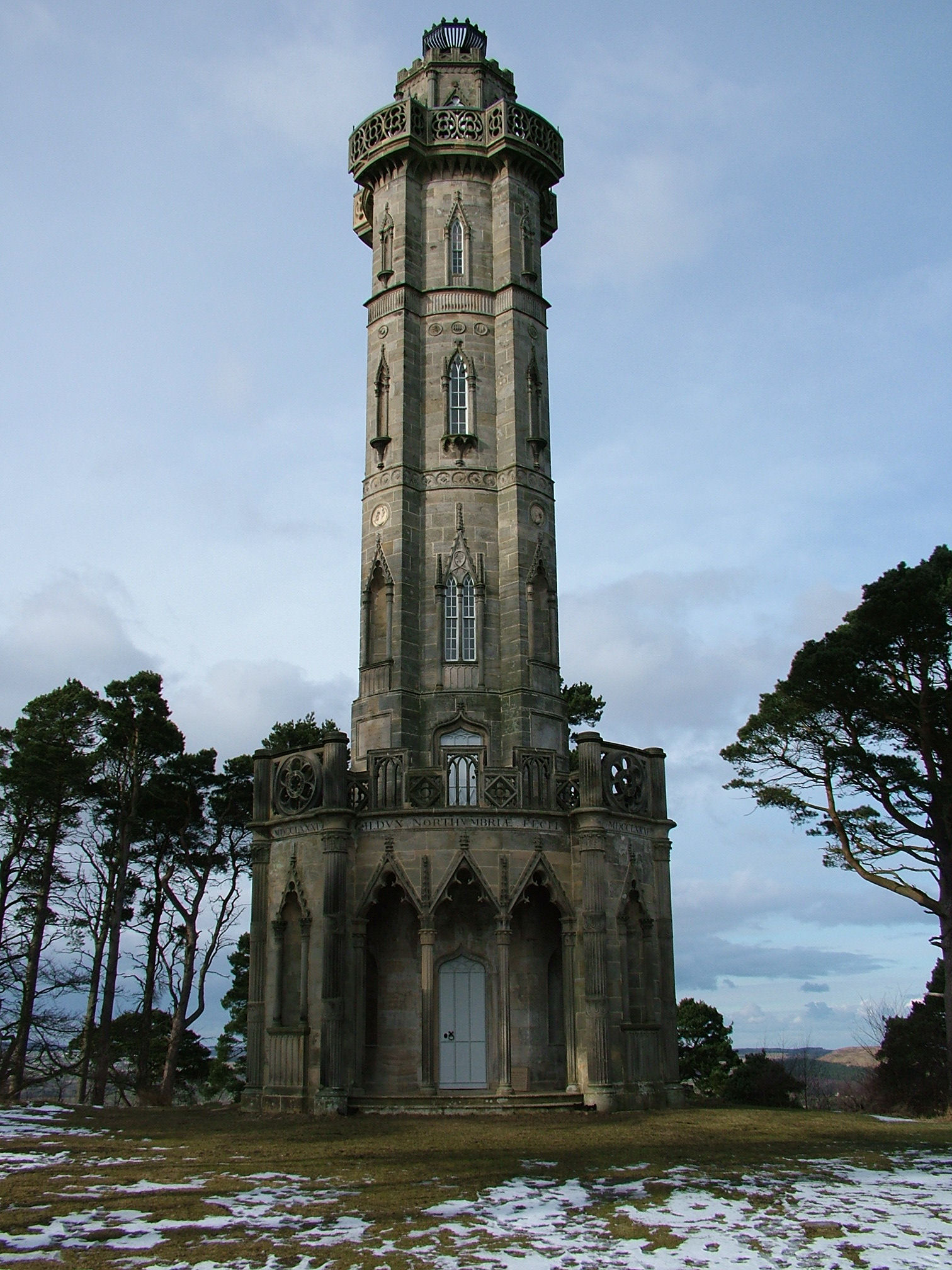
Brizlee Tower, Alnwick
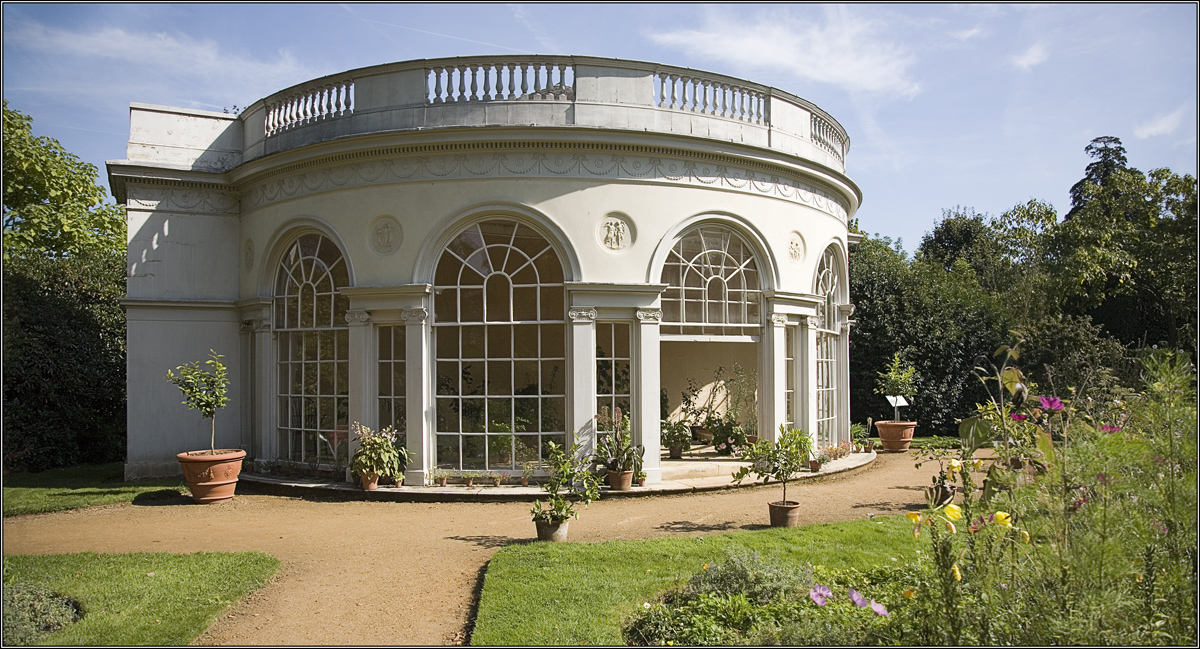
The semi-circular conservatory, Osterley Park
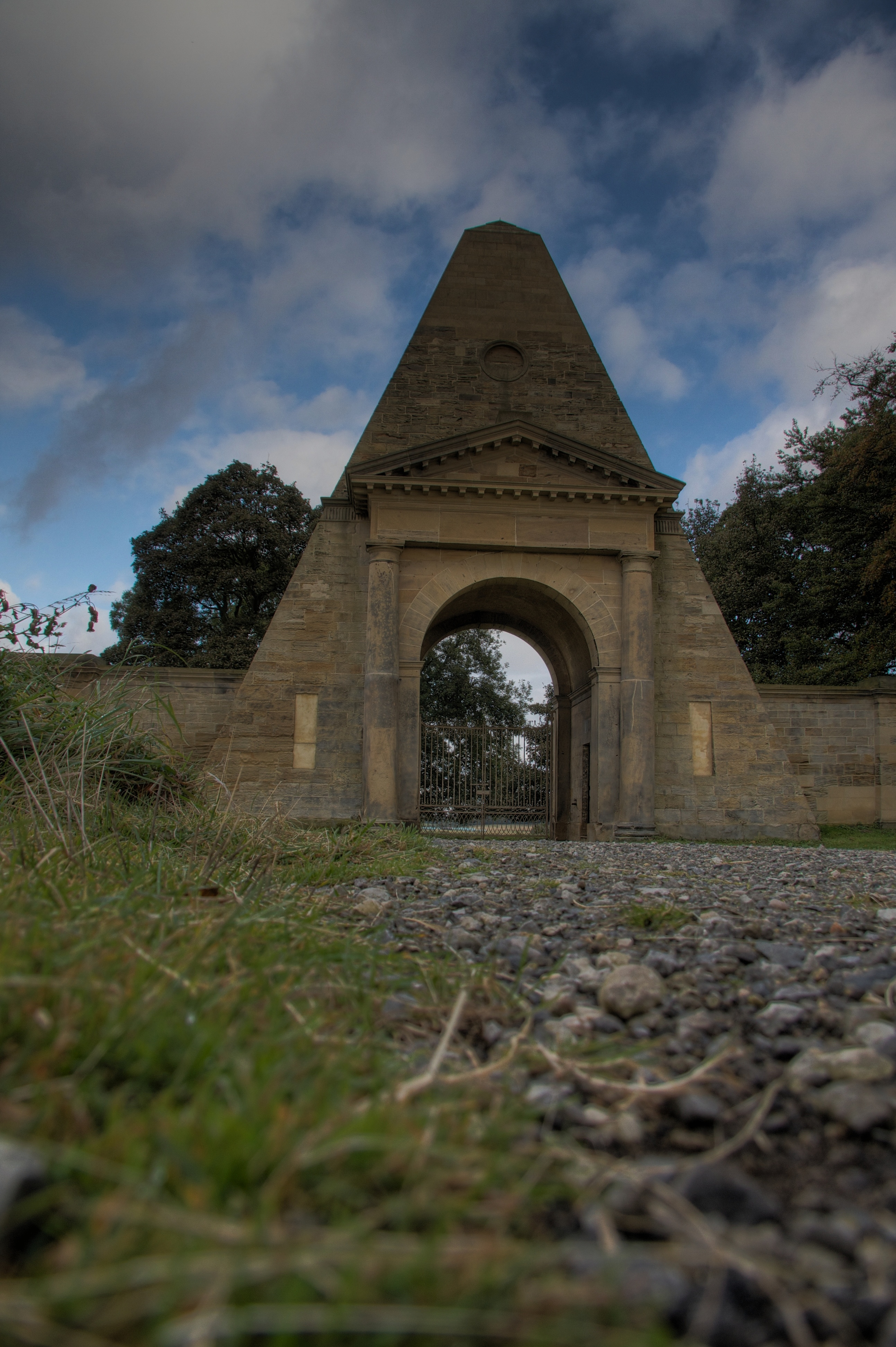
Featherstone entrance, Nostell Priory, Yorkshire
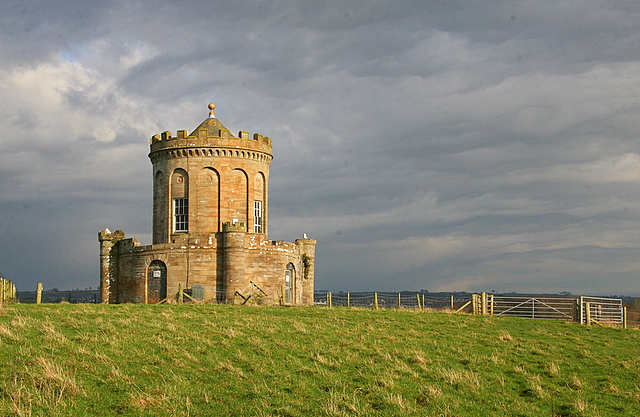
Oswald's Temple, Auchincruive, Ayrshire
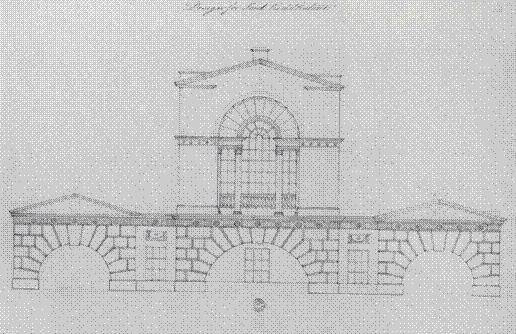
Kedleston Fishing, Bathing & Boat House
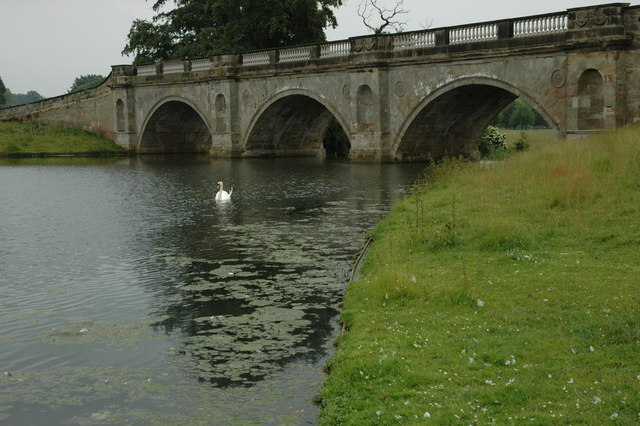
Puente Kedleston
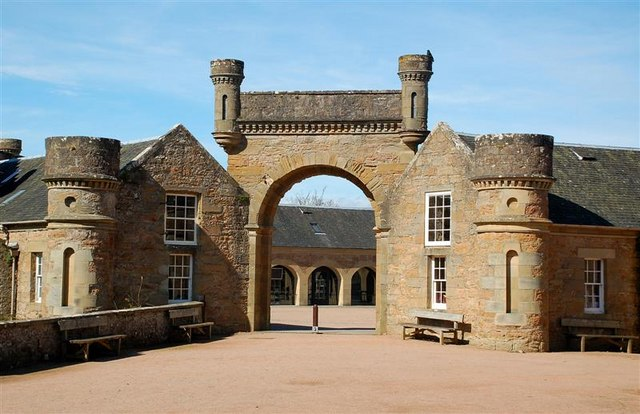
Former Home Farm, Castillo de Culzean
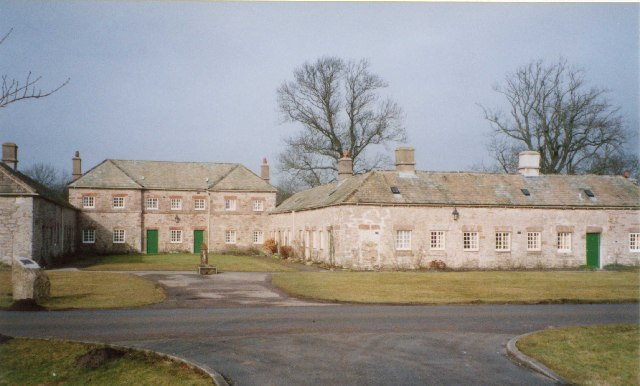
Lowther Castle Model Village
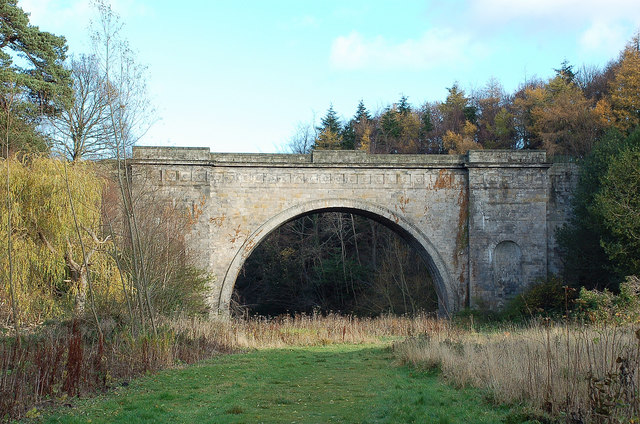
Puente Montagu, palau de Dalkeith
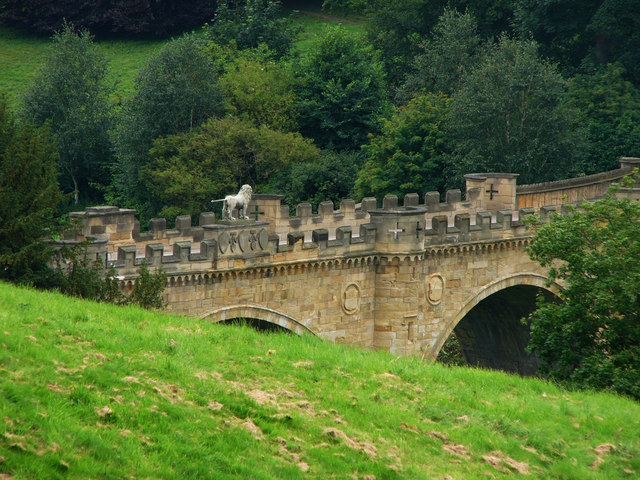
Puente Lion, Alnwick
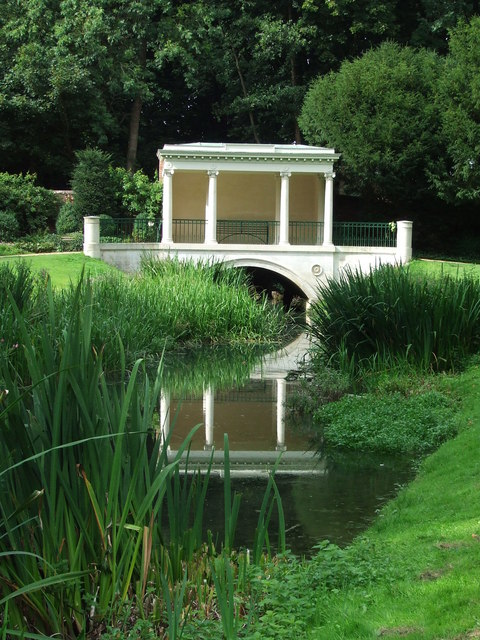
Puente Tea House, Audley End
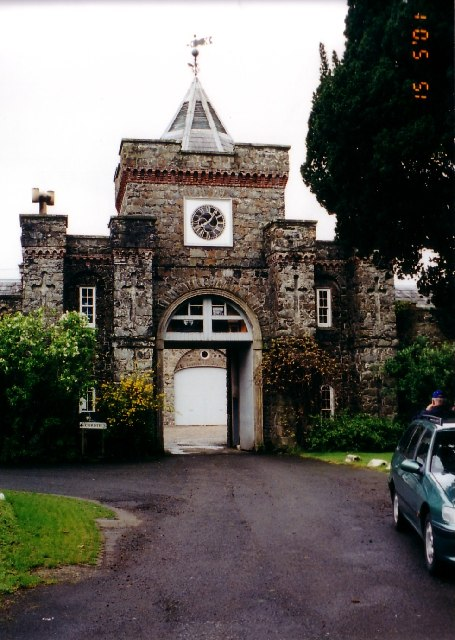
Clock Tower, Estables, Castle Upton, Co. Meath
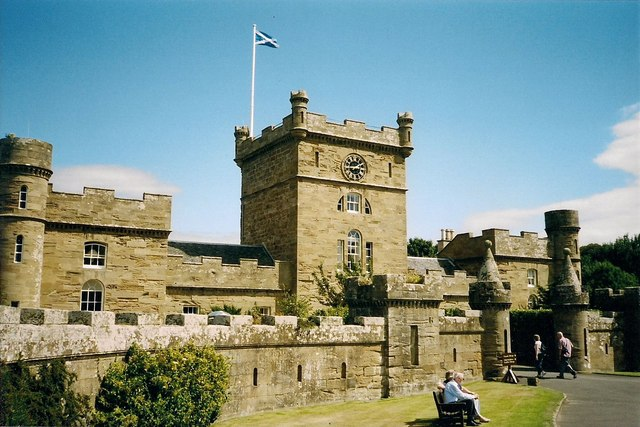
Estables, Castillo de Culzean, Ayrshire

### Cases de camp amb obres menors
- Hopetoun House, West Lothian (interiors) (1750-54), la casa va ser dissenyada per William Adam
- Ballochmyle House, Ayrshire (c.1757–60)
- Compton Verney House, afegides les ales i interiors (1760-63)
- Croome Park, three interiors: la biblioteca està al Victoria and Albert Museum, Gallery and Tapestry Room this is now in the Metropolitan Museum of Art, (1760-65)
- Audley End House, redecoración de sòtans (1763–65)
- Goldsborough Hall, near Knaresborough, North Yorkshire (1764–1765)
- Castillo de Alnwick, Northumberland (interiors) (1766) destruït quan Anthony Salvin va crear les actuals state rooms
- Woolton Hall, Woolton, Merseyside (1772), façana principal remodelada i l'interior
- Headfort House, County Meath, Irlanda. treballs interns incloent stairs i principalment la Great Eating Room (1775) para Thomas Taylour, 1st. Earl Bective.
- Wormleybury, Hertfordshire, treballs interns incloent el hall d'entrada i les escales (1777)
- Downhill, near Coleraine, County Londonderry, Irlanda. (1780) Design for dining room. No executada. House is now a crumbling ruin.
- Moccas Court, Moccas, Herefordshire, treballs interns incloent sala de dibuix (1781)
- Castle Upton, Templepartick, Co. Antrim, Irlanda. Remodelació de la casa (1782–83) per l'1st. Lord Templetown.
- Archerfield House, Lothian, treballs interns incloent biblioteca (1791)
- Summerhill House, Co. Meath, Ireland. Date unknown. Propouestas alteracions. Casa ara demolida.

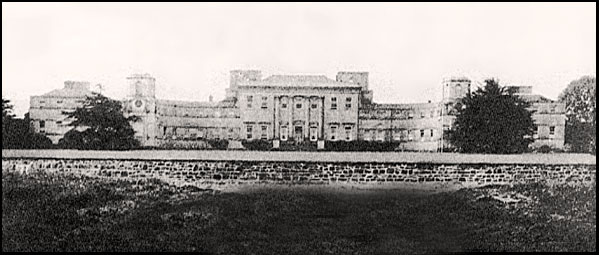
Summerhill House, façana principal.
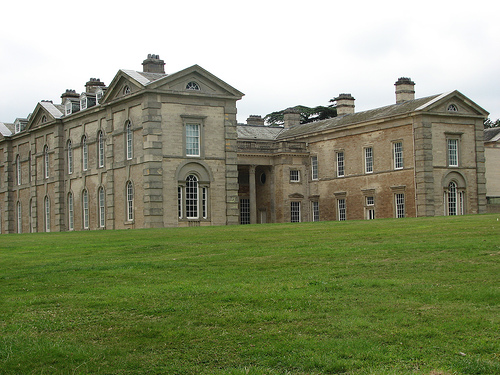
Compton Verney House, ales d'Adam